# Osiris

El dios egipcio Osiris.

Osiris es un dios y rey mítico del Antiguo Egipto. Según la mitología egipcia fue el inventor de la agricultura y la religión y su reinado fue beneficioso y civilizador. Murió ahogado en el Nilo, asesinado en una conspiración organizada por Seth, su hermano menor. A pesar del desmembramiento de su cuerpo, fue devuelto a la vida por el poder mágico de su esposa Isis y por el de la hermana de esta, Neftis. El martirio de Osiris le valió para conquistar el mundo del más allá, donde se convirtió en juez soberano y supremo de las leyes del Maat. 
Durante el Imperio Medio de Egipto la ciudad de Abidos se convirtió en la ciudad del dios Osiris, atrayendo a muchos fieles en busca de la eternidad. La popularidad de esta ciudad se basaba en sus fiestas de Año Nuevo y en la posesión de una reliquia sagrada, la cabeza del dios.
Durante el primer milenio a. C. mantuvo su condición de dios funerario y juez de las almas. Sin embargo, su asociación a las crecidas del Nilo y, por ello, como dios de la fertilidad, adquirieron protagonismo, aumentando así su popularidad entre la población nilótica. Los colonos griegos que vivían en Menfis adoptaron su culto hacia el siglo IV a. C. en su forma local de Osiris-Apis, el toro sagrado muerto y momificado. Los gobernantes lágidos introdujeron este culto en su capital, Alejandría, en forma de Serapis, el dios sincrético grecoegipcio. Después de la conquista de Egipto por los romanos, Osiris e Isis se exportan a Roma y a su imperio, donde se mantienen, con altibajos, hasta el siglo IV d. C., cuando fueron finalmente desplazados por el cristianismo tras la prohibición del paganismo por el Edicto de Tesalónica.
Las primeras representaciones de Osiris se remontan al siglo XXV a. C. y su culto duró hasta el siglo VI d. C., cuando el templo de Isis en la isla de File, el último existente en Egipto, fue clausurado en torno al año 530 por orden del emperador Justiniano.

## Introducción

### Etimología
| D4 · Q1 | A40 |

| D4 · Q1 | A40 |

El teónimo Osiris es la transliteración al alfabeto latino del griego antiguo Ὄσιρις, que a su vez proviene del antiguo egipcio Wsjr, transcrito de numerosas formas, según los autores, como Asar, Asari, Aser, Asir, Wesir, Usur o Usir, ya que se desconoce la pronunciación original egipcia pues la escritura jeroglífica no contiene vocales. Numerosos egiptólogos han intentado dar sentido al nombre. En 1980 el galés John Gwyn Griffiths propuso que Wsjr deriva de Wser y significa «el Poderoso». En 1987 la alemana Wolfhart Westendorf propuso la etimología Waset-jret: «el que lleva el ojo». En 1985 David Lorton planteó la hipótesis de que Wsjr es una palabra compuesta derivada del morfema set asociado con jret y set-jret significa «la actividad ritual». Según la visión egipcia, las fuerzas destructivas están en perpetua lucha contra las fuerzas positivas; frente a esto, Seth se opone a su hermano Osiris, símbolo de la tierra fértil y abastecedora.

### Primeros testimonios

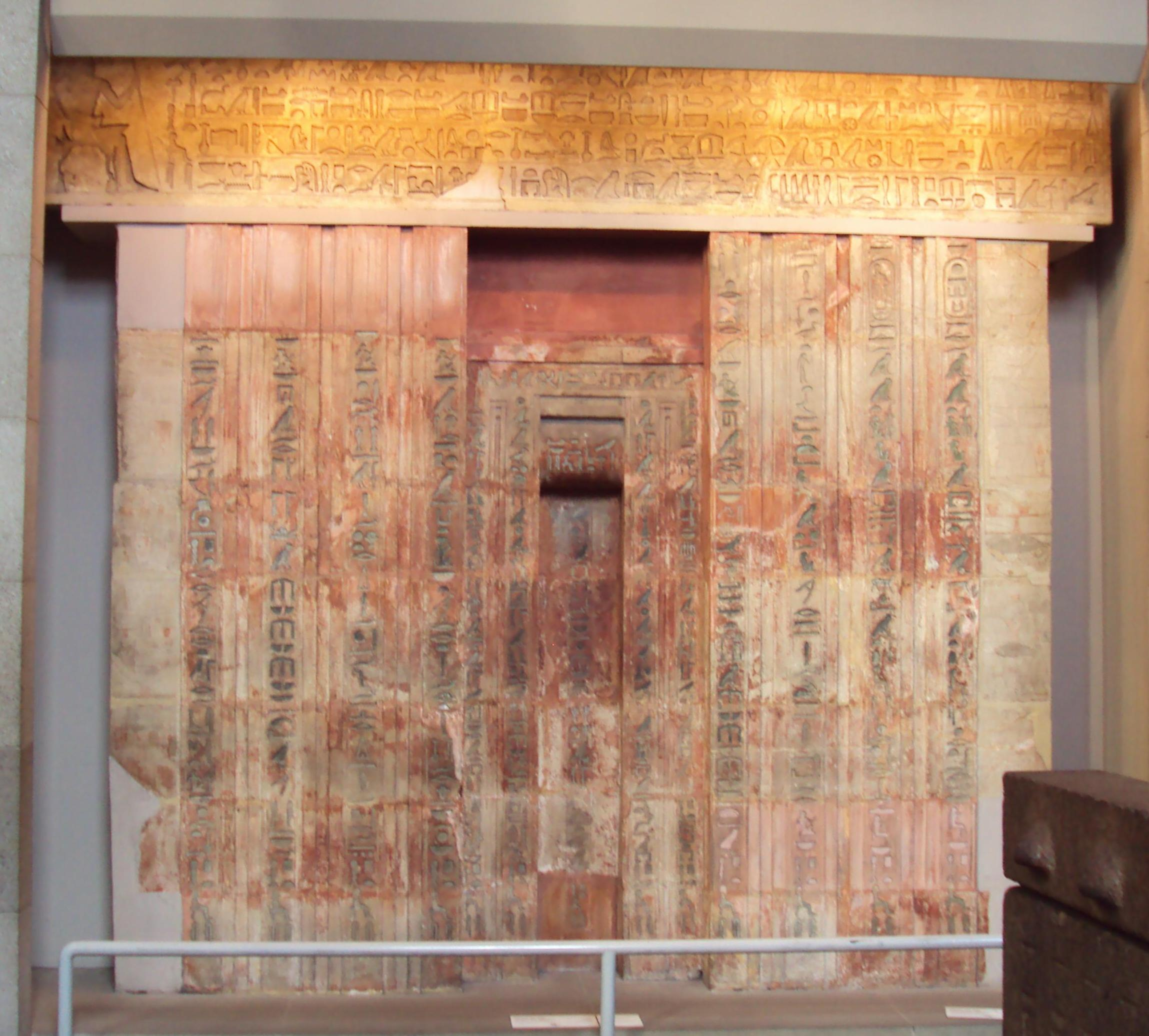
Puerta falsa de la tumba del sumo sacerdote de Ptah Ptahshepses (Museo Británico).

Osiris es una de las principales deidades del panteón egipcio. Sin embargo, los orígenes de su culto son todavía muy poco conocidos. Las primeras referencias de Osiris de las que se tiene constancia se remontan al siglo XXV a. C. y se sitúan a finales de la IV o principios de la dinastía V de Egipto. Su nombre Osiris se identifica por primera vez en una formulación de ofrenda dirigida a Osiris y Anubis por una probable hija de Kefrén, Hemetre, hija real y sacerdotisa de Hathor, que murió bajo el reinado del faraón Shepseskaf, el último gobernante de la dinastía IV; la inscripción aparece en el dintel de la entrada de su tumba en Guiza.
La primera representación de Osiris es incompleta, ya que aparece en un fragmento del templo alto del faraón Dyedkara Isesi; el dios aparece como una figura masculina con una larga peluca divina.
Otro de los testimonios arqueológicos más antiguos es una inscripción en la que figura el nombre de Osiris en el dintel de la tumba del sumo sacerdote de Ptah Ptahchepses, que murió bajo el reinado del faraón Nyuserra. Descubierto en Saqqara, la gran necrópolis de Menfis, el dintel se conserva en el Museo Británico de Londres.
Los Textos de las Pirámides, que contienen letanías y encantamientos recitados durante las ceremonias funerarias reales, grabados en las paredes de las cámaras funerarias del faraón Unis, último miembro de la dinastía V, no permiten asegurar dónde y cuándo apareció el culto a Osiris, sin embargo, el Capítulo 219 hace referencia a diversos lugares de culto ubicados en varias ciudades del valle del Nilo, incluidas Heliópolis, Busiris, Buto, Menfis y Hermópolis Magna. Sorprendentemente Abidos no se menciona en esta lista. El culto a Osiris fue introducido en esta ciudad durante la dinastía V y era el lugar de peregrinación osírica más importante del Imperio Medio de Egipto; los Textos de las Pirámides mencionan que el cuerpo del dios asesinado fue encontrado cerca de las orillas del Nilo en Nedit (o Gehesti), un territorio cerca de Abidos.

### Arquetipos y asociaciones
Según el egiptólogo francés Bernard Mathieu, la aparición de este dios fue el resultado de una decisión real, porque su culto se extendió rápidamente por todo Egipto durante los inicios de la dinastía V. Su nombre es un juego gráfico voluntario basado en el jeroglífico que representa el trono; desde el principio, Osiris estuvo unido a la diosa Isis, que se simboliza con un trono. Osiris es el señor de los funerales y juez de los difuntos. Su representación es antropomorfa, muy alejada de las formas animales que adoptan otras deidades del período predinástico (bóvidos, cocodrilos, halcones). El dogma de Osiris fue desarrollado por el clero de Heliópolis bajo el control del poder monárquico, que fue el encargado de difundirlo por todo el país, probablemente para afianzar su influencia en los grandes templos como los de Busiris, Abidos o Heracleópolis Magna.

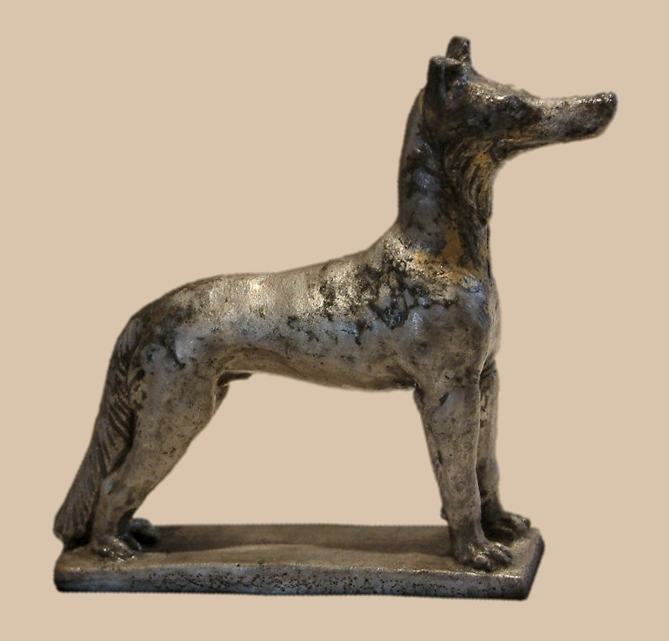
El dios Upuaut (Museo del Louvre).

Osiris se relaciona con otras deidades. En Busiris, en el Bajo Egipto, asumió los atributos de Andyety, el dios guardián de esta localidad desde la prehistoria; la representación de este dios pastor se caracteriza por sus dos altas plumas en la cabeza, sostenidas por una larga cinta, con el cetro de Heka y el flagelo de Nekhekh en la mano. También se asimila al dios funerario Socar, que vela por la necrópolis menfita; este dios se representa con un cuerpo de hombre, en ocasiones envuelto en un sudario, con la cabeza de un halcón y muy a menudo sin ningún signo distintivo. En ocasiones se le representa como un halcón momificado. En el Alto Egipto se implantó más particularmente en el nomo de La Gran Tierra, una región que rodea la ciudad de Tinis, la capital más antigua del antiguo Egipto; todavía no se conoce con certeza la localización de esta antigua ciudad. Se tiene constancia de que Osiris estaba más cerca del dios Onuris, representado como un hombre con barba que lleva un tocado de cuatro grandes plumas; Onuris, en su aspecto funerario, lleva el epíteto Khentamenti, el «Señor de Occidente», en referencia a Occidente como el más allá. La necrópolis tinita estaba situada en Abidos, donde Osiris asimiló a Jentiamentiu, el «Señor de los occidentales», una deidad funeraria cercana a Upuaut y representada en la forma de un perro negro.

### Representaciones
Estaba íntimamente ligado a la monarquía egipcia y se le veía como un rey muerto y luego deificado y sus atributos son, por tanto, los de los faraones. Aunque estaba considerado un gobernante de todo Egipto, sus representaciones lo muestran solo con la corona blanca Hedjet, un símbolo del Alto Egipto; esta corona tiene la forma de un gorro alto que se estrecha hacia arriba y termina en una protuberancia, aunque con Osiris tradicionalmente solía complementarse con dos grandes plumas laterales, probablemente de avestruz, y que se conoce como corona Atef. Sus otros símbolos reales son el cetro de Heka y el flagelo de Nekhekh que sostiene con las manos cruzadas sobre el pecho. Al ser un dios muerto, sus representaciones lo muestran como un cuerpo momificado en posturas diversas: acostado en su lecho funerario, sentado en el trono o de pie como un ser que ha vencido a la muerte.

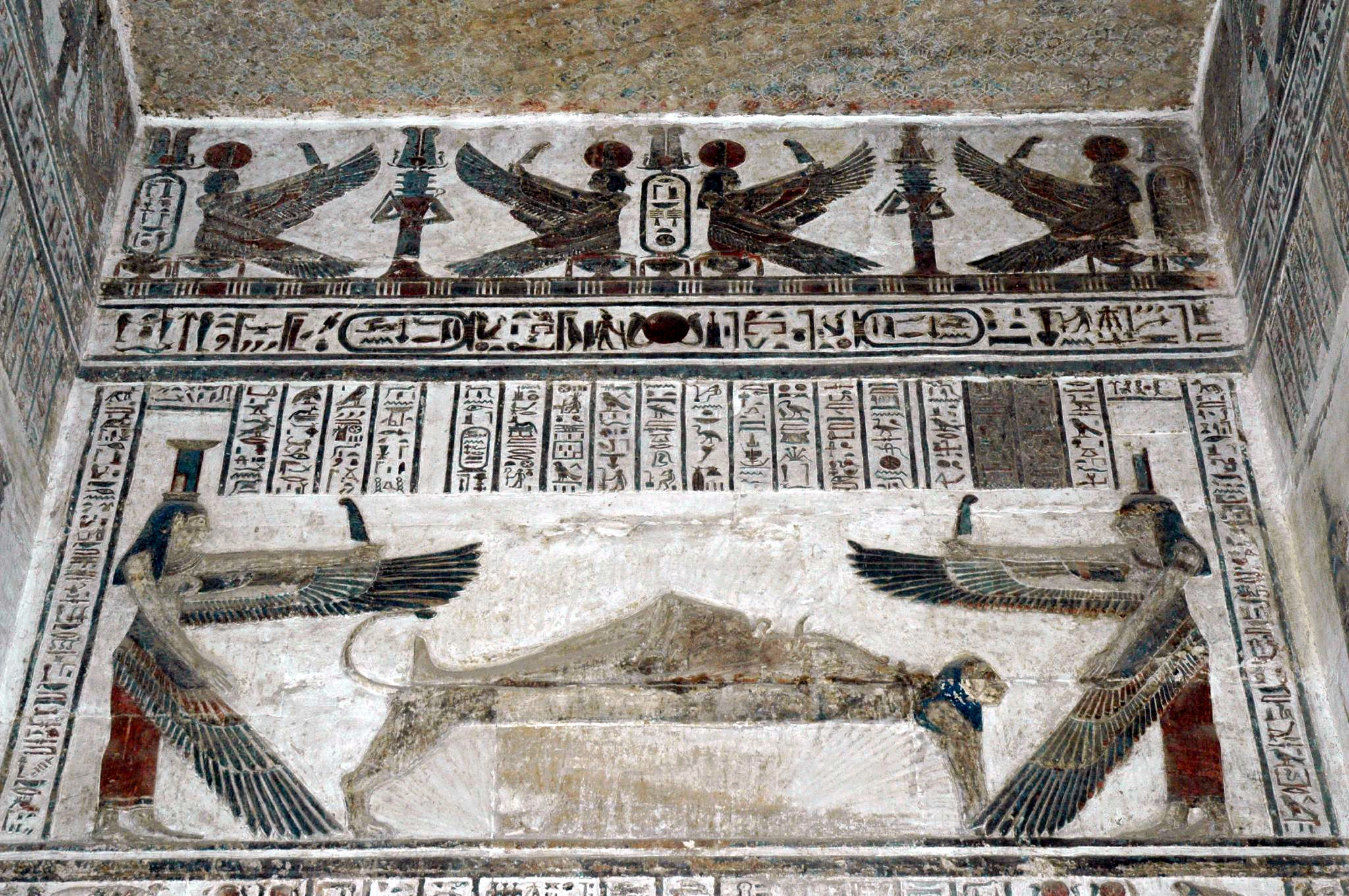
Osiris muerto rodeado de sus hermanas aladas. Templo de Dendera.
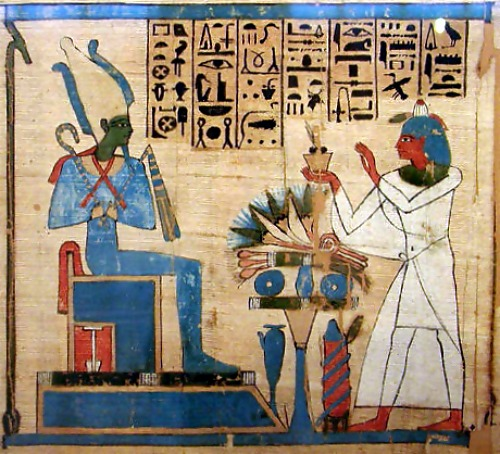
Sentado en su trono. Libro de los muertos de Padiamonet. Dinastía XXII.
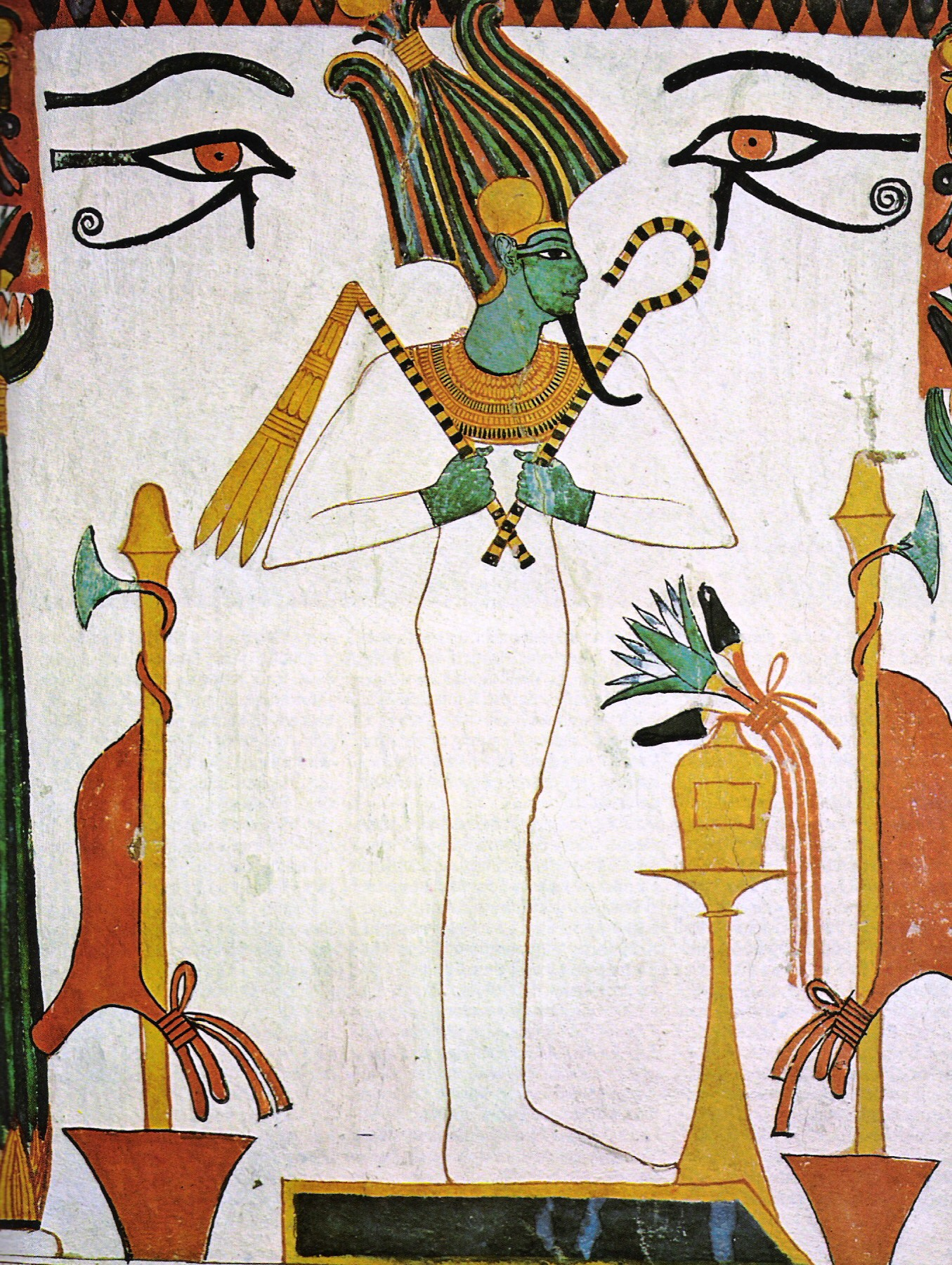
De pie rodeado de dos nebris. Tumba de Sennedyem, dinastía XIX.

### Epítetos

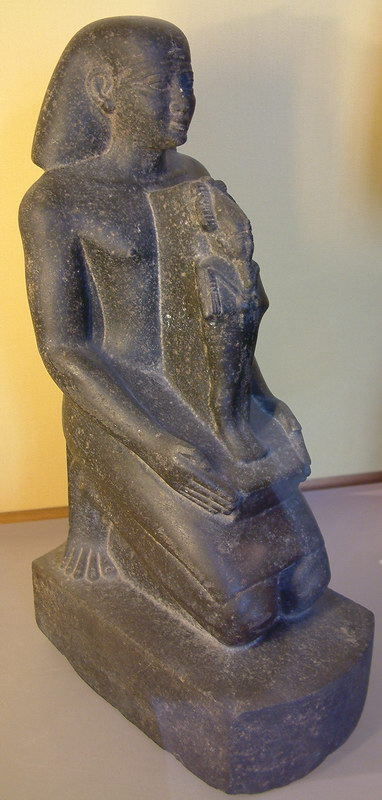
Dignitario, de nombre Psamétik, presentando una imagen de Osiris (dinastía XXVI, Museo del Louvre).

Osiris es un dios complejo cuya presencia se manifiesta en todo el territorio egipcio. Integra múltiples facetas; sus funciones como dios funerario son bien conocidas, pero también es una divinidad que vela por el buen funcionamiento del universo. Su acción beneficiosa se manifiesta en la aparición de las estrellas o en el ciclo estacional de la vegetación. Por ello, Osiris se presenta a sus devotos bajo una gran variedad de nombres. Ya desde sus inicios fue investido con el epíteto «El que tiene muchos nombres» (ash renou). Esta acumulación de epítetos y nombres se puede ver en el capítulo 142 del Libro de los muertos. Este texto permite a los difuntos acceder a la vida eterna a semejanza de Osiris; para ello, el difunto enumera una lista de ciento quince epítetos ligados al nombre de Osiris, cuantos más nombres enumeren los fieles, más reconocerán y aceptarán el poder de la divinidad invocada. En el texto se citan sin un orden concreto distintas funciones del dios y las diferentes ciudades donde está presente su culto:

Osiris, el Ser-Bueno Señor de la Vida,

Osiris, Señor del Universo,

Osiris, Amo del Templo de Abidos,

Osiris, dios Saa y dios Orión,

Osiris, Señor de los Templos del Sur y del Norte, (…)

Osiris-Ptha, Señor de la Vida,

Osiris, Príncipe del Re-stau, que habita en las Montañas-necrópolis,

Osiris, que mora en Anti, Sehtet, Nedjeft, (…)

Osiris-Sokari de Ped-Seh y de Pesg-Re,

Osiris, que habita en su ciudad,

Osiris, que habita en el Cielo,

Osiris Nebjesti, el del gran cuchillo,

Osiris, Señor de la Eternidad,

Osiris, que habita en las aguas y dispone la suerte de las batallas,

Osiris, Príncipe recubierto de vendas de momia,

Osiris, Señor de Tanent y de Nedbit, (…)

## Mitología

### Osiris, hijo de Nut

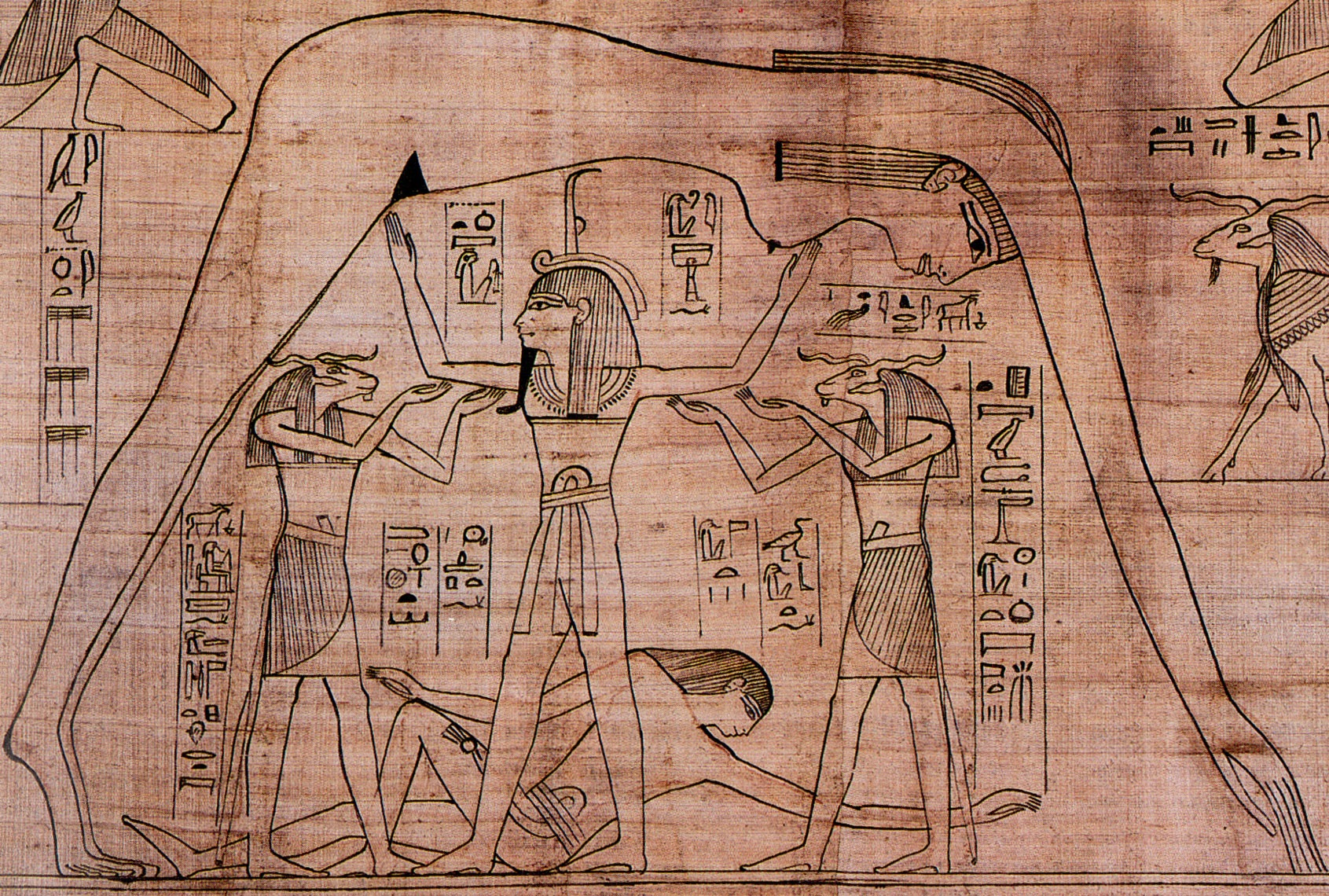
Los padres de Osiris, Nut (cielo) y Geb (tierra) fueron separados por Shu (aliento vital) por orden de Atum (dios creador). Detalle del Papiro Greenfield o Libro de los muertos de Nesitanebetashru (Museo Británico).

El historiador y filósofo griego Plutarco es autor de varios tratados sobre moral, filosofía y teología. El tratado «Sobre Isis y Osiris», incluido en sus Obras morales y de costumbres, hace referencia a las creencias egipcias. Este autor fue el primero en resumir y reseñar el mito de Osiris en una narración lineal. La historia comienza con la mítica instauración del calendario solar de 365 días. Nut, la diosa del cielo, tenía una relación amorosa secreta con Geb, su hermano, el dios de la tierra. Ra, el dios sol, al enterarse de sus actos, se enojó y prohibió a Nut dar a luz durante los 360 días del año. Tot, el otro hermano de Nut, decide entonces jugar a los dados con la Luna para conseguir alguno de sus setenta y dos días de luz; tras haber ganado cinco días adicionales, los añade a los 360 días creados por Ra. Osiris nació el primer día, Horsemsu el segundo, Seth el tercer día rasgando el vientre materno, Isis el cuarto en las marismas del delta del Nilo y Neftis el quinto y último día. Plutarco afirma que el verdadero padre de Osiris y Horsemsu era Ra, que el padre de Isis era Tot y que solo Seth y Neftis eran los descendientes de Geb. Sin embargo también da otra versión de la paternidad de Horsemsu, indicando que antes de nacer, Osiris e Isis, enamorados el uno del otro, habrían concebido a Horsemsu en el vientre de su madre.
El capítulo 219 de los Textos de las Pirámides asimila de forma mágica al faraón difunto con Osiris, el dios que fue reincorporado a la vida. Se exhorta a todos los dioses de la familia de Osiris a devolver la vida al rey muerto como lo hicieron con Osiris. En este capítulo se mencionan los diferentes lazos familiares que mantienen los dioses de Heliópolis entre ellos: Osiris es hijo de Atum, de Shu y Tefnut, de Geb y Nut. Otros textos nos hablan de que Atum creó a Shu y Tefnut y que estos últimos son los padres de Geb y Nut. La narración de los lazos familiares prosigue con la mención de los hermanos de Osiris, afirmando que sus hermanos y hermanas son Isis, Seth, Neftis y Tot, y que Horus es su hijo.

### Osiris, el amado de sus hermanas

#### Isis

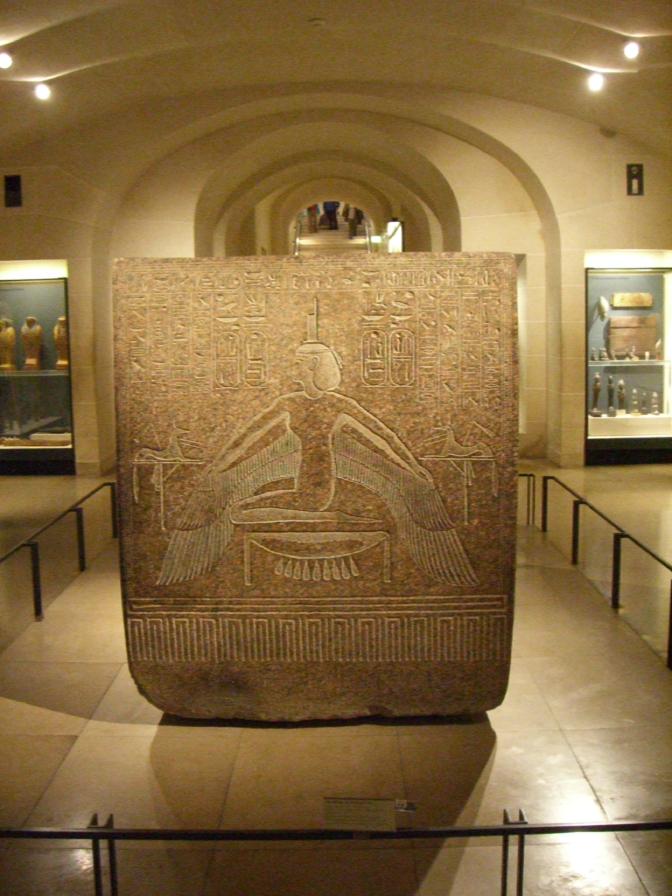
Representación de Isis alada tallada en el sarcófago de Ramsés III, dinastía XX (Museo del Louvre).

Isis estaba considerada por los antiguos egipcios como su esposa y en este papel su culto fue muy popular, especialmente durante el periodo tardío de Egipto. Sin embargo, cuando el culto a los dioses egipcios comenzó a declinar en su país de origen, la veneración de Isis, la viuda doliente que salvó de la muerte a los iniciados, continuó fuera de las fronteras de Egipto, en Grecia (Atenas, Delfos, Corinto), península itálica (Roma y Pompeya) o en Germania (Mogontiacum). Osiris (o su forma grecorromana Serapis) siempre estuvo vinculado a ella, pero la esposa eclipsó al marido en los corazones de los devotos.
La estela funeraria de Amenmose (dinastía XVIII), actualmente en el Museo del Louvre, es el documento arqueológico egipcio más completo que se conserva sobre el mito de Osiris. Incluye el Gran Himno a Osiris, con pasajes dedicados a su afligida esposa. Seth asesinó a Osiris y luego hizo desaparecer el cuerpo; Isis, por el poder de su magia, revive a Osiris, el dios con un corazón débil. Luego, tras su unión, concibió a Horus como el futuro heredero al trono:

Su hermana es su protección, / la que expulsa a los enemigos, / la que reprime las acciones de los que alteran, / por medio del poder de su palabra, / La de lengua hábil, cuyas palabras no se equivocan, / De eficaz Mandato, / Poderosa Isis, protectora de su hermano, / Que le buscó sin fatiga, / que vagó por la tierra lamentándose, / no cesando hasta que lo encontró. / Hizo una sombra con su plumaje, / produjo el aliento con sus alas, / Y exultante de alegría se unió a su hermano. / Alejó la fatiga de aquel de corazón cansado, / recibió la semilla y concibió al heredero. / Crio al niño en soledad, / sin que su morada fuera conocida. / Lo presentó, una vez que su brazo se hizo fuerte, / a la Gran Sala de Geb.
Gran Himno a Osiris (estela C286 del Museo del Louvre)

#### Neftis

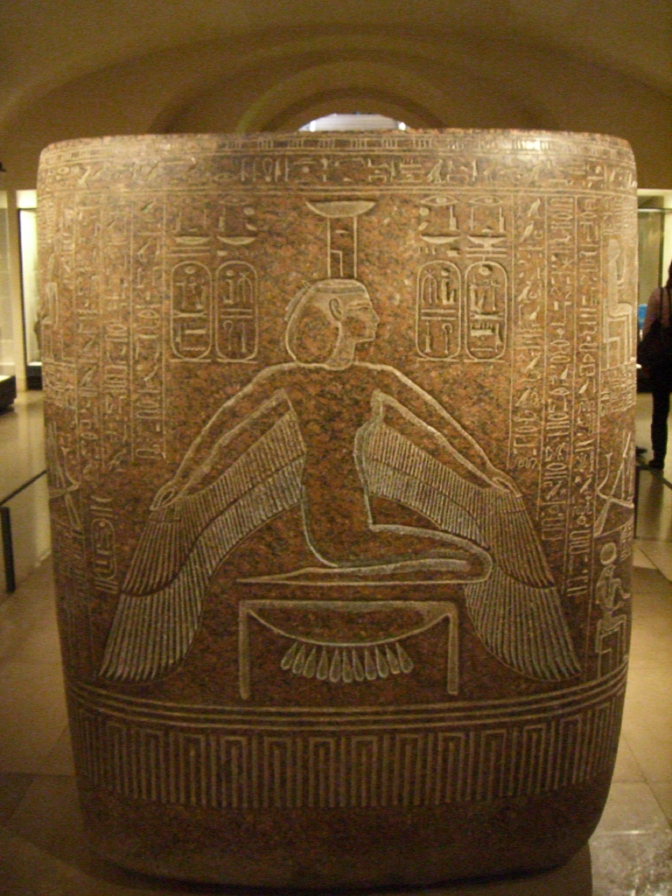
Representación de Neftis alada tallada en el sarcófago de Ramsés III, dinastía XX (Museo del Louvre).

En su tratado, Plutarco dice que Osiris, por error, fue infiel a Isis con su hermana gemela Neftis, la esposa de Seth; de esta relación adúltera nació Anubis, el dios con cabeza de perro. Un párrafo del papiro de Brooklyn (dinastía XXVI) menciona que en la ciudad de Letópolis se encuentra una estatua que representa a Neftis con la forma de la leona Sejmet abrazando a la momia de Osiris, una actitud que es más la de una esposa que la de una amante, hecho que parece confirmarse por dos imágenes del Templo de Edfu donde Neftis aparece con el nombre de Onnophret, denominación hace de Neftis la contraparte femenina de Osiris en su papel de Ounennéfer (la existencia perfecta). En una imagen Neftis protege la momia de Osiris tras devolverle la cabeza y la vida; además, el nombre de la diosa está escrito en un cartucho, lo que la convierte en una esposa legítima. Isis debe entonces considerarse como la esposa terrenal de Osiris y Neftis como su esposa eterna, la que lo acompaña en la otra vida. Plutarco escribe sobre las dos hermanas de Osiris: «Neftis, de hecho, designa lo que está bajo tierra y lo que no vemos; Isis, por el contrario, lo que está en la tierra y lo que vemos.» Neftis era la niñera del joven Horus y lo protegió de la furia de Seth escondiéndolo en los pantanos de Khemmis; por esta protección y para escapar de la venganza de Seth, obtuvo el favor de estar con Osiris en el inframundo:

Recuerda lo que hice por ti, hija (mía): Seth, lo mantuve alejado de ti, yo era la niñera que te llevaba en brazos y te daba leche. ¡Te salvaste en Khemnis, porque me negué a reconocer el rostro de Seth por ti! ¡Dame solo una hora para que pueda ver a Osiris por lo que hice por ti!
Extracto del Papiro de Imhotep.

## Soberano egipcio mítico

### Osiris rey

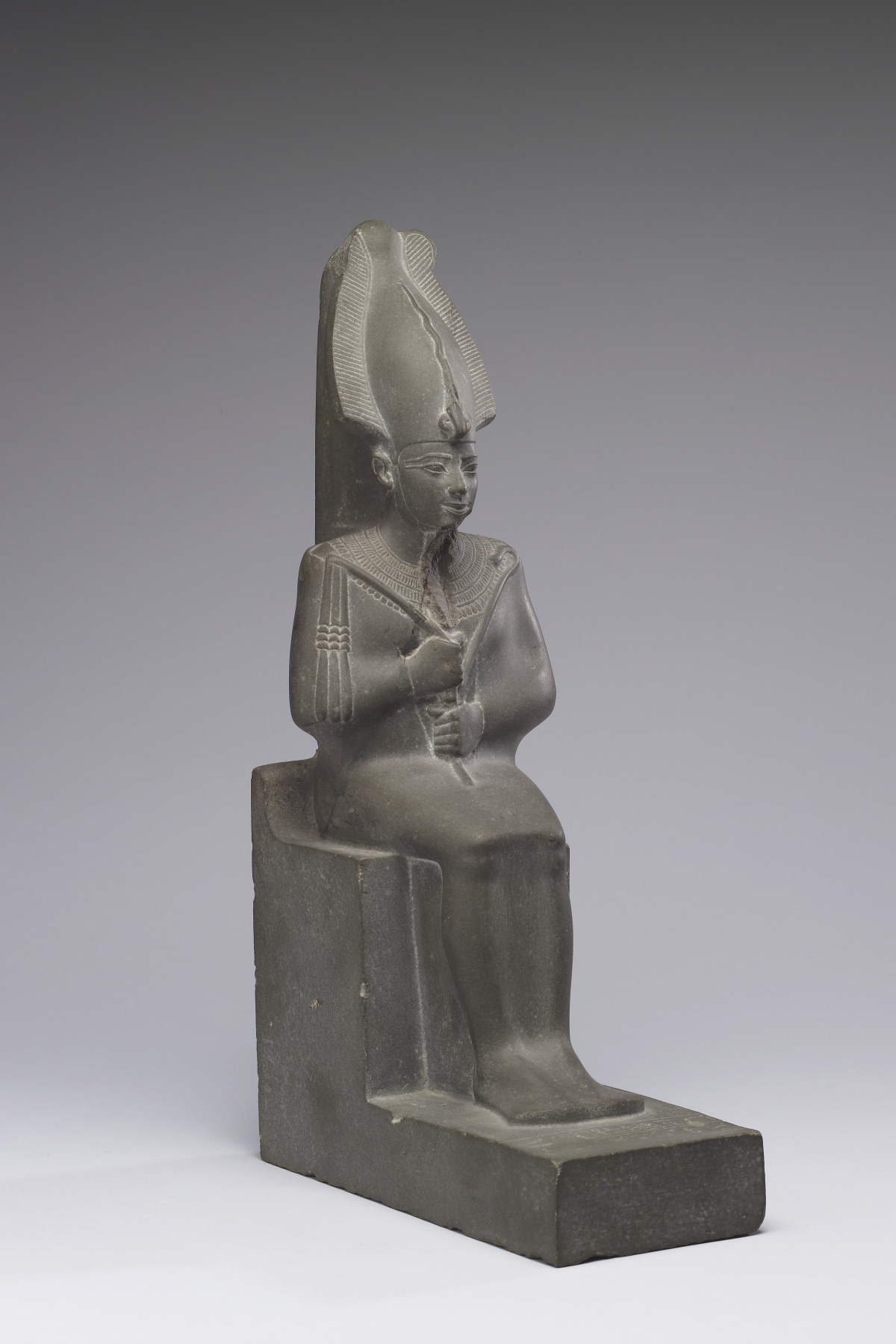
Osiris con la corona Atef y los atributos del faraón.

La Enéada de los dioses de Heliópolis estaba considerada por los antiguos egipcios como la primera dinastía de sus gobernantes. Después de crear Egipto, Atum-Ra gobernó el país, luego fue reemplazado por Shu y posteriormente por Geb. Este último, viendo los méritos de Osiris, le cedió el trono:

[Osiris] establece con firmeza el orden en todo Egipto. Pone al hijo en el trono de su padre, alabado de su padre Geb, amado de su madre Nut […] heredero de Geb por la realeza de la Doble Patria. Al ver su perfección, ordenó que guiara al país hacia un destino dichoso.
Himno a Osiris del Imperio Nuevo (estela C286 del Louvre).

Una imagen del Templo de Dendera grabada en el siglo I a. C. nos indica que Osiris, al igual que los faraones humanos, tenía una titulatura real compuesta por cinco nombres y basada en un juego de palabras teológico
- Nombre de Horus: fuerte (wsr) de brazo
- Nombre de Nebty: fuerte (wsr) por el valor
- Nombre de Hor-Nub: Osiris (wsjr)
- Nombre de Nesut-Bity: Osiris (wsjr)
- Nombre de Sa-Ra: Ounennéfer triunfante.

El capítulo 175 del Libro de los muertos indica que fue coronado en Heracleópolis Magna por el dios creador Atum-Ra. La coronación de Osiris ofrece la oportunidad de un diálogo en el que el verbo creador de las dos deidades generó hechos y lugares míticos de la teología egipcia; a continuación se muestra el texto que se encuentra en los recipientes sagrados del templo de Heracleópolis:

Entonces Osiris tuvo un dolor de cabeza, debido al calor de la corona Atef, que estaba sobre su cabeza (el primer día que la había puesto sobre su cabeza) para que los dioses le temieran. Cuando Ra volvió en paz a Heracleópolis para ver a Osiris, lo encontró sentado en su casa, con la cabeza hinchada a causa del calor de la corona. Entonces Ra derramó esta sangre y el icor de este absceso, y se hicieron un charco. Entonces Ra le dijo a Osiris: «Mira, has formado un estanque con la sangre e icor que ha fluido de tu cabeza.» —De ahí este estanque sagrado en Heracleópolis.
Extracto del capítulo 175 del Libro de los muertos.

### Osiris, señor del Maat

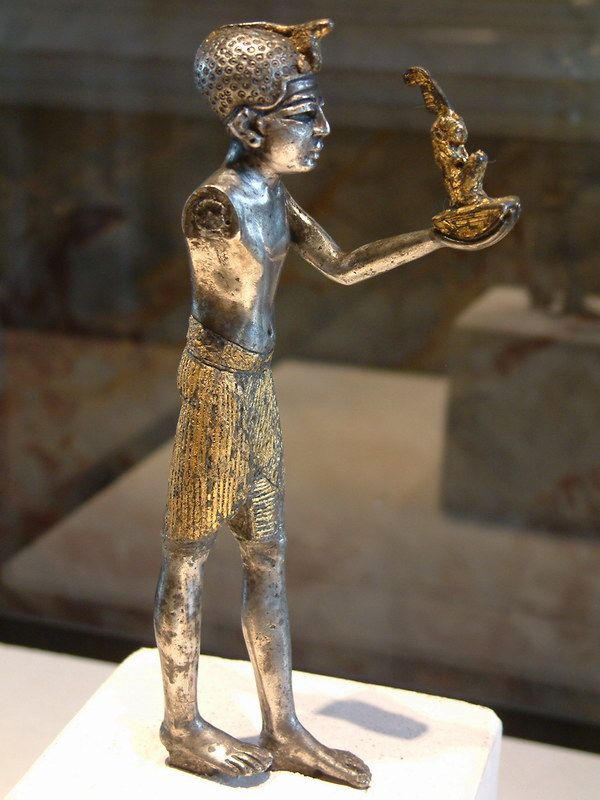
Estatuilla de un faraón, probablemente Seti I, ofreciendo a la diosa Maat (dinastía XIX); colección del Museo del Louvre.

Plutarco relata que Osiris enseñó a su pueblo modales civilizados para que los hombres no se parecieran a las bestias salvajes y que también les enseñó agricultura y respeto por los dioses y las leyes. Los documentos arqueológicos egipcios más antiguos relativos a Osiris coinciden con este relato de Plutarco. Un fragmento de un arquitrabe de la dinastía V indica que, desde el comienzo de su culto, se le denominó «El gran dios, señor de Maat, Osiris que preside en Busiris y en todos sus lugares».
El Maat (orden cósmico) es un concepto político-religioso que surgió durante la formación del Imperio Antiguo, momento en el que el monarca egipcio adquirió un papel protagónico. En un país unificado, su figura supera a la de todas las autoridades locales. En este contexto, el Maat es un mito que unifica a todos los súbditos del soberano egipcio bajo una sola autoridad. Maat es así la deificación de la voluntad y el orden real. Declarar y hacer el Maat es obedecer y participar en la monarquía. En la vida social, participar en el Maat es participar activa y recíprocamente en una necesaria solidaridad humana; los comportamientos contrarios al Maat son la pereza, la sordera mental y la codicia.
En el apogeo de la realeza del Imperio Antiguo, el Maat es un atributo característico del soberano humano. El faraón Seneferu (dinastía IV), constructor de la Pirámide Acodada, en su titulatura se erigió como «Señor de Maat». La situación político-teológica cambió durante la dinastía V, cuando el poder supremo pasa del mundo terrenal al plano divino. El poder del rey se devaluó y los gobernantes de esta dinastía se convirtieron en «hijos de Ra». Los soberanos también fueron privados de su autoridad sobre el Maat en favor de Osiris. En el mismo período, los soberanos también fueron privados de su autoridad sobre el Maat en favor de Osiris.  Del mismo modo, el Maat se vuelve sagrado porque está confiado al soberano de la otra vida, que sanciona al final de la vida humana todos sus malos actos. Los faraones no son más que los ejecutores, que hacen y dicen el Maat. Un pasaje de las Instrucciones de Ptahhotep nos muestra que los eruditos egipcios relacionaron el establecimiento del Maat con el mítico reinado del rey Osiris:

El Maat es poderoso, y de perpetua eficacia de acción. No podemos perturbarlo desde los tiempos de Osiris. Se castiga a todo aquel que infrinja la ley. Eso es lo que escapa a la atención de los codiciosos.
Instrucciones de Ptahhotep. Extracto de la Máxima 5. 

## Asesinato y resurrección

### Textos de las Pirámides

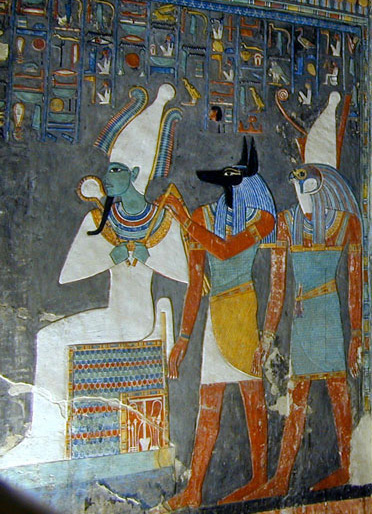
Osiris, Anubis y Horus. Tumba del faraón Horemheb, dinastía XIX de Egipto.

Su muerte brutal y el proceso mágico de su resurrección se mencionan en numerosas ocasiones en los Textos de las Pirámides. Dos faraones se beneficiaron de un rezo funerario en el que aparecen los principales momentos del destino del dios, Pepy I y Pepy II de la sexta dinastía, que gobernaron Egipto en los siglos 23 y 22 a. C.; en ambos casos el texto está grabado en la pared sur de la cámara funeraria, muy cerca del sarcófago. El rezo, un encantamiento mágico que hace que el difunto rey asuma el papel de Osiris, no aparece como una narración o como una historia estructurada; este género no aparece hasta Plutarco.
La oración se puede dividir en dos secuencias. La primera evoca el martirio de Osiris. Las puertas del cielo se abren para dejar pasar a los dioses de la ciudad de Pe, una localidad situada en el Bajo Egipto. Probablemente es Horus y sus dos hijos Amset y Hapi. Los dioses se acercan al cuerpo de Osiris, atraídos por los lamentos de Isis y Neftis; en señal de duelo y en honor al difunto, se golpean los muslos, se erizan el pelo, baten las manos y se niegan a aceptar su muerte. Le exhortan a que se despierte para que pueda escuchar lo que Horus hizo por él y le anuncian que su asesinato sería vengado. Seth había golpeado y matado a Osiris como un simple bovino y luego lo ató. Horus le hizo saber a su padre que había hecho lo mismo con Seth y luego lo puso bajo la custodia de Isis. El resto del rezo se refiere al renacimiento del dios Osiris. En el lago de la vida, el difunto toma la forma del dios chacal Upuaut. Horus ofrece a su padre sus enemigos sethianos derrotados, traídos por Tot. Entonces el hijo entronizó al padre como caudillo de los muertos entregándole el cetro uas. Después de ser purificado por Neftis, Osiris es perfumado por Isis. Las dos hermanas recogieron su carne y ataron sus miembros. Le devuelven los ojos en forma de las barcas del día y de la noche (Sol y Luna). Los cuatro hijos de Horus participaron en la reconstrucción de Osiris. Se realiza el ritual de la apertura de la boca y los ojos. Vuelto a la vida por Shu y Tefnut, Osiris abandona la Duat y se eleva hacia Atum en dirección a los campos paradisíacos.

### Relato de Plutarco

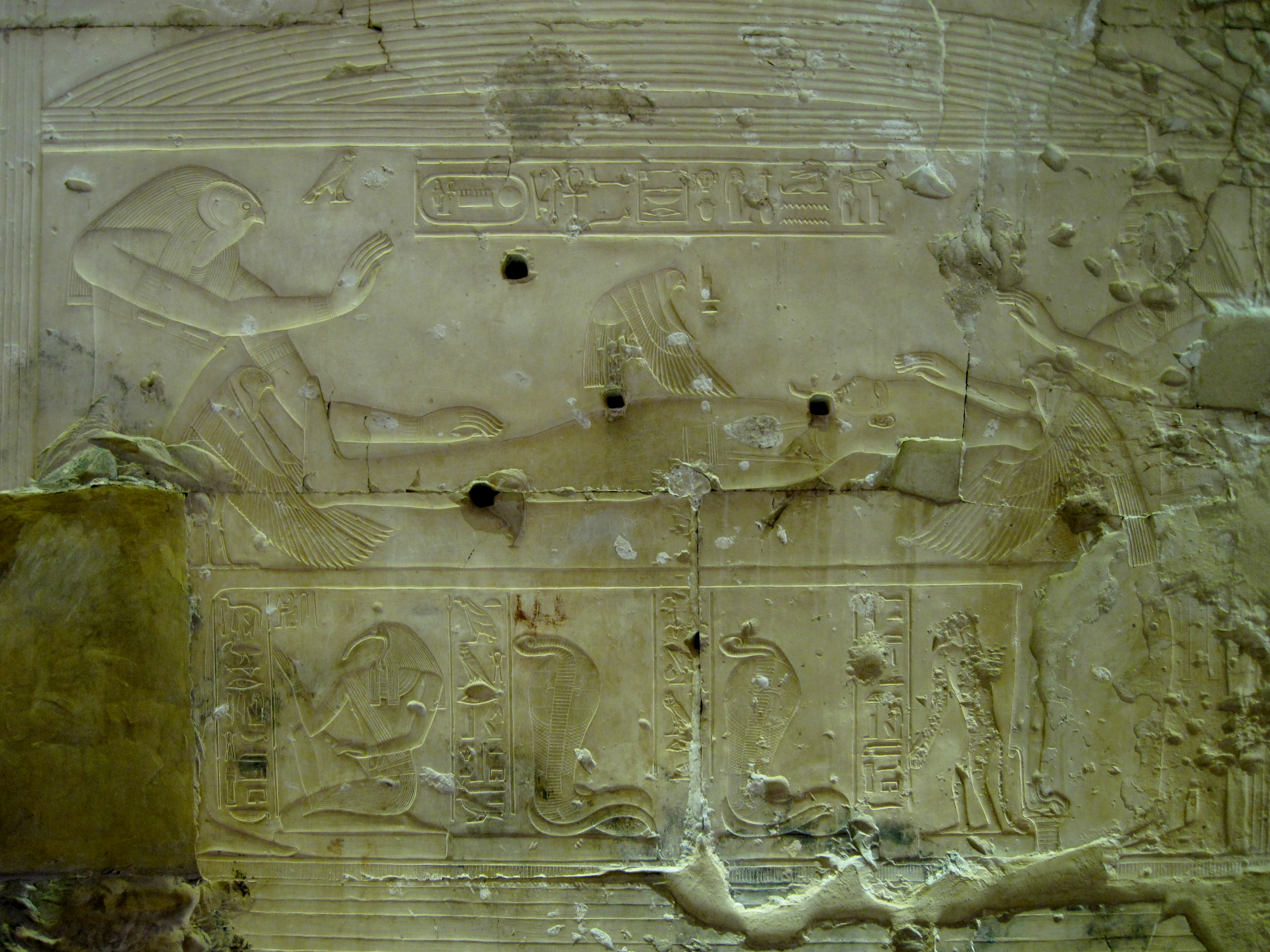
Isis transformada en milano se une a la momia de Osiris. Relieve del templo de Seti I, dinastía XIX.

La versión más reciente del mito es la ofrecida por Plutarco. Este filósofo griego muestra a Osiris e Isis como soberanos benefactores. Osiris enseñó a los humanos los fundamentos de la agricultura y la pesca, mientras que Isis les enseñó a tejer y la medicina. En ese tiempo, Seth gobernaba en tierras desérticas y hostiles, así como en tierras extranjeras. Celoso de su hermano, Seth planeó el asesinato de Osiris para hacerse con el trono de Egipto que él codiciaba. Durante un banquete en honor de Osiris, Seth ofreció a los asistentes un magnífico cofre, prometiendo dárselo al que fuera capaz de introducirse en él. Ninguno de los que lo intentaron lo conseguía y, cuando Osiris sin sospechar que era una trampa logró introducirse, Seth cerró y selló el cofre, mientras sus cómplices ahuyentaban a los invitados y mantenían alejada a Isis. Entonces Seth arrojó el cofre al Nilo, que llegó hasta el mar Mediterráneo. Osiris se ahogó y Seth aprovechó el asesinato para establecer su dominio sobre Egipto. Isis, la afligida viuda, buscó el cuerpo de su marido por todo Egipto y lo encontró en Biblos, Líbano; trajo los restos del rey asesinado a Egipto y se refugió en las marismas del delta del Nilo. Durante una cacería nocturna en los pantanos, Seth encontró el cuerpo de su odiado hermano. Se enfureció y cortó el cadáver en catorce pedazos y los esparció por todo Egipto. Con la ayuda de algunos seguidores como Tot, Neftis y Anubis, Isis encontró las partes del dios, excepto su pene, que tuvo que reconstruir con magia pues había sido devorado por un lepidoto, un fagro y un oxirrinco. Tras reconstituir el cuerpo, lo embalsamó con la ayuda de Anubis envolviéndolo en tiras de lino. Con la ayuda de su hermana Neftis, Isis agita sus alas sobre el cuerpo inerte dando fuertes gritos para infundir vida a Osiris con sus poderes mágicos. Resucitado, Osiris no regresó a la tierra, sino que ahora reina sobre el mundo de los muertos. Así, el renacimiento de Osiris anuncia todas las formas posibles de renovación, ya sea en la vegetación o en los seres humanos. Transformada en milano, Isis pudo ser fertilizada; de esta unión nació Horus Niño (Harpócrates), a quien su madre escondió en los matorrales de papiros del delta para protegerlo de su tío Seth.

### Pilar Dyed y rituales de regeneración
El pilar Dyed es uno de los fetiches más antiguos de la antigua religión egipcia, que se remonta al periodo arcaico de Egipto y que forma parte de un culto rendido a Socar, un dios funerario representado en forma de halcón momificado. El significado original del Dyed se desconoce, pero desde sus primeros tiempos este pilar formaba parte de los ritos agrarios de la fertilidad de la tierra. En Menfis el pilar se erigió en honor de Ptah y Socar. En los inicios del Imperio Nuevo, Osiris se integró con estas dos últimas deidades en la forma de Ptah-Socar-Osiris. La erección del pilar Dyed simboliza la victoria de Osiris sobre Seth. En este sentido, el Dyed se interpreta como la columna vertebral de Osiris. Esta concepción del Dyed también se puede ver en el Libro de los muertos. El día del funeral, se coloca un amuleto Dyed en torno al cuello de la momia:

¡Levántate, Osiris! Tú tienes (otra vez) tu espalda, (ô) tú cuyo corazón ya no late; tú tienes tus vértebras, (ô) aquél cuyo corazón ya no late. ¡Ponte de costado, déjame poner el agua bajo ti! Te traigo la columna Dyed de oro; ¡Que te alegres por ello!
Capítulo 155 del Libro de los muertos.

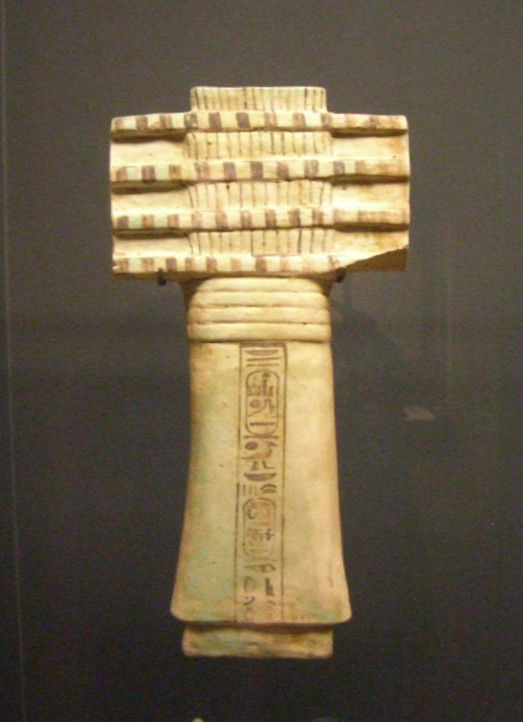
Amuleto Dyed con el nombre del faraón Ramsés IX. Museo del Louvre.
Sarcófago de Ibi. Museo Egipcio de Turín.
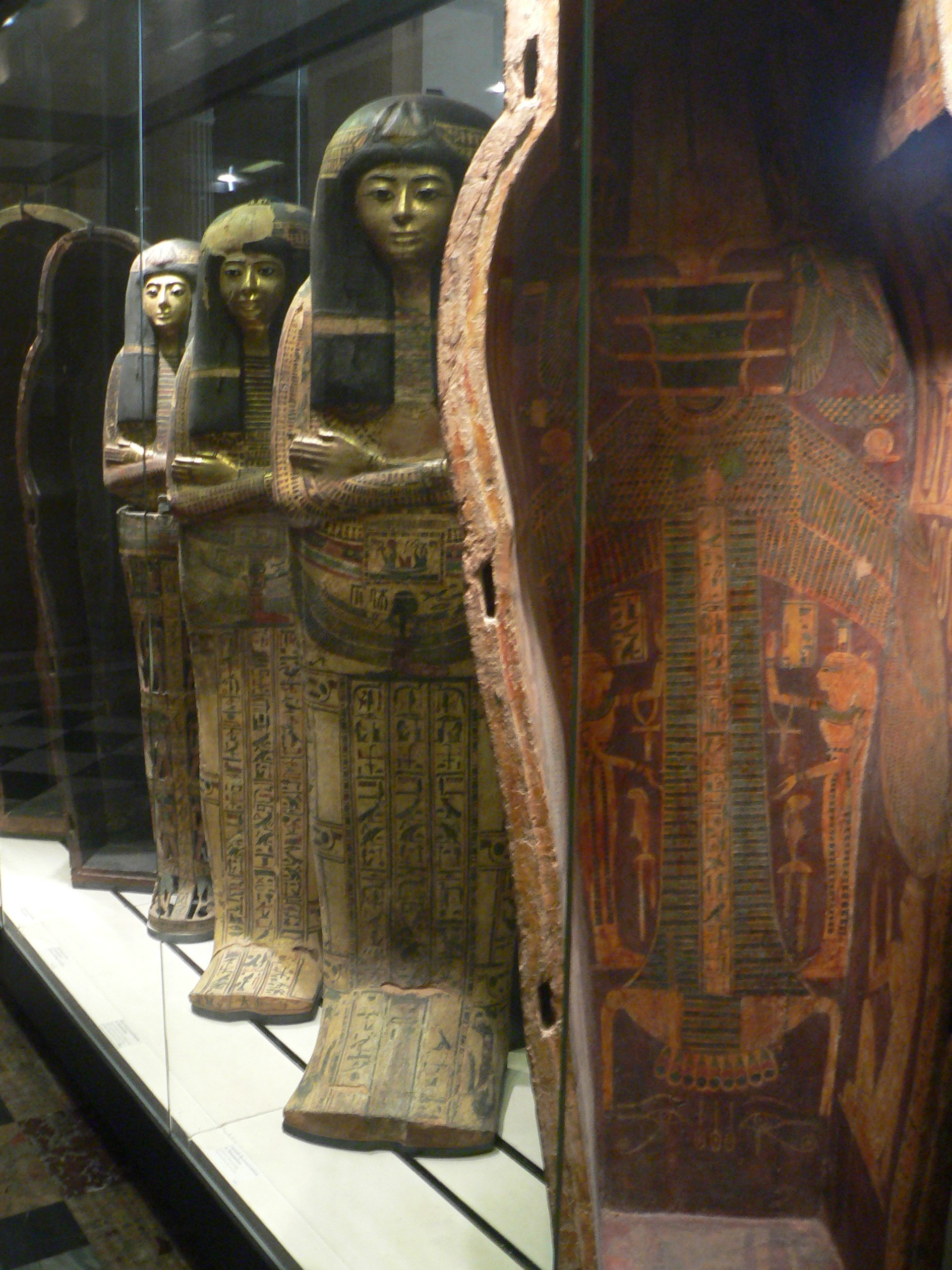
Parte inferior de un sarcófago con un pilar Dyed osírico. Museo del Louvre.

Después del Imperio Nuevo, el pilar Dyed se vuelve antropomórfico y sus representaciones eran similares a las de Osiris. En los relieves del templo funerario de Seti I, el pilar, como un Osiris resucitado, renace y vuelve a la vida después de haber sido rehecho por el faraón Ramsés II. Allí, el rito de la erección del pilar Djed tiene como fin devolver la vida al dios Osiris. El pilar Dyed tiene dos ojos Udyat, diferentes coronas (incluida una con dos plumas de avestruz) y está cubierta con el taparrabos real. En la escritura jeroglífica, el Dyed es el signo de la estabilidad. En el ritual de Abidos, esta noción de estabilidad se refiere a la cohesión necesaria de las Dos Tierras formado por la unión del Alto y Bajo Egipto.

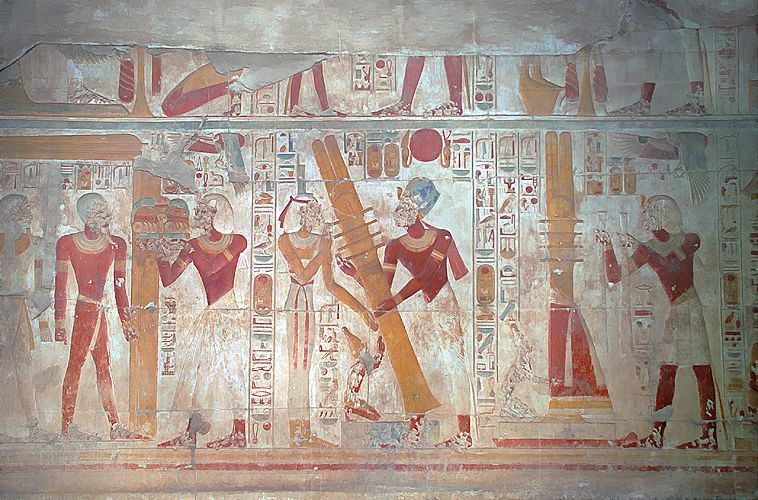
Ritual de erección del pilar Dyed. Capilla de Osiris del templo funerario de Seti I.
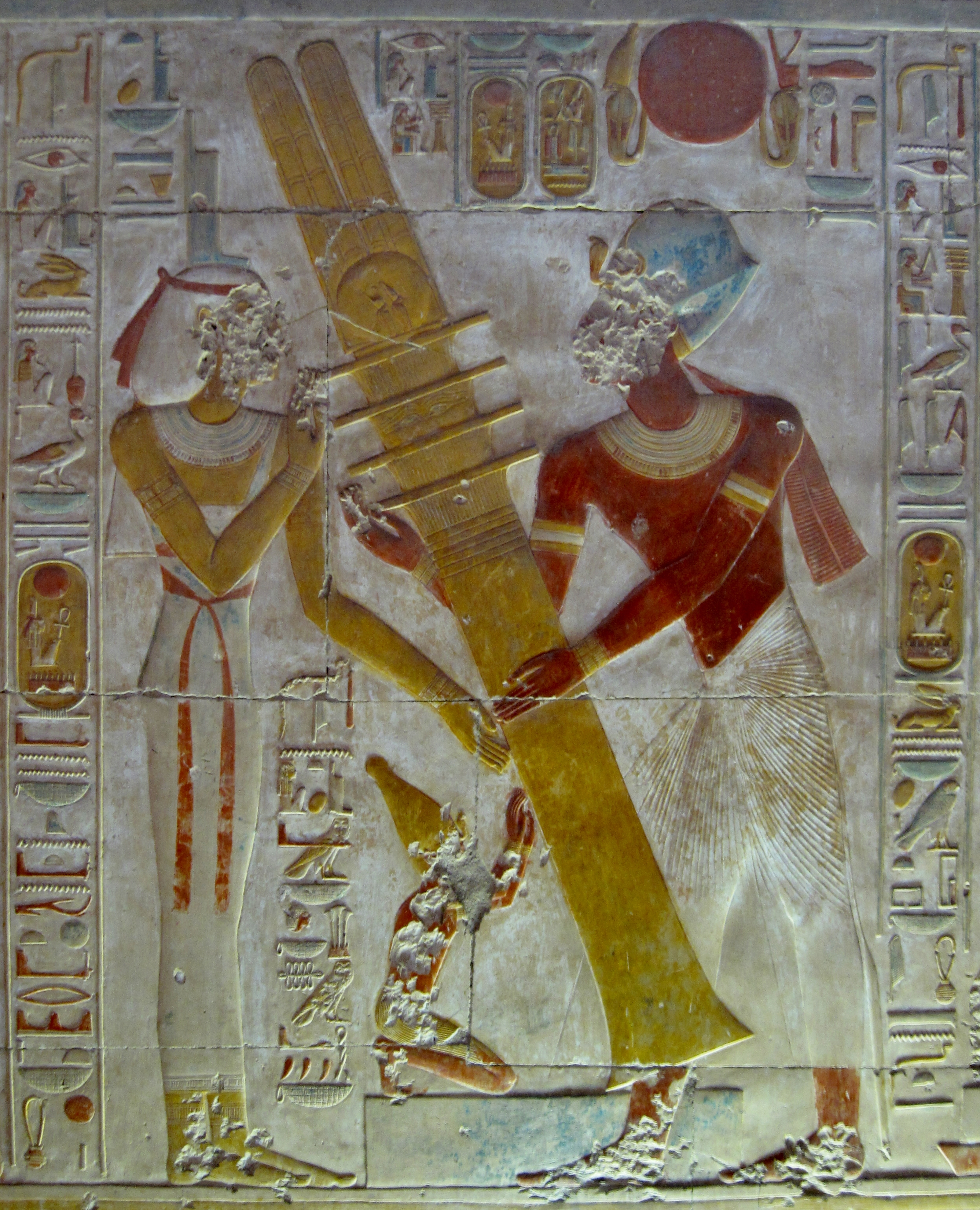
Detalle.
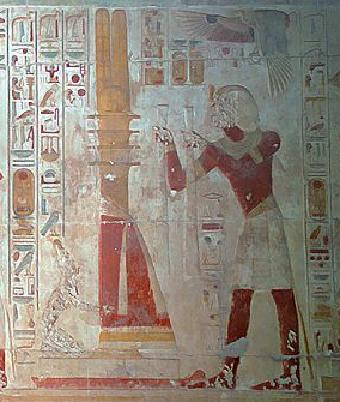
Detalle.

## Divinidad cósmica

### Osiris y la Duat

#### Duat
La Duat es un lugar mítico que no tiene una ubicación geográfica precisa. En ocasiones se sitúa en el cielo, pero otras en la tierra. Los egiptólogos traducen el término como infierno o estancia de los muertos o inframundo, aunque no tiene una correspondencia exacta con estos dos conceptos. En egipcio antiguo la raíz de la palabra duat se aproxima al verbo duâ 'orar, adorar', aunque la palabra duat, bajo otra acepción, también puede significar 'alabanza, himno, adoración', pero también 'amanecer, mañana y aurora'. El planeta Venus es el duâu netjer 'dios de la mañana' o simplemente Duat. La región de Duat podría ser entonces un punto de encuentro donde los vivos y los muertos pueden alabar la reaparición de la luz cuando las tinieblas de la noche desaparecen ante el renacimiento del sol al amanecer.

#### Regeneración nocturna
En el Imperio Nuevo aparece un nuevo tipo de literatura funeraria: los «Libros de lo que hay en la Duat». Estas obras están destinadas a personalidades de la realeza y aparecen en las paredes de sus tumbas, cenotafios o sarcófagos.

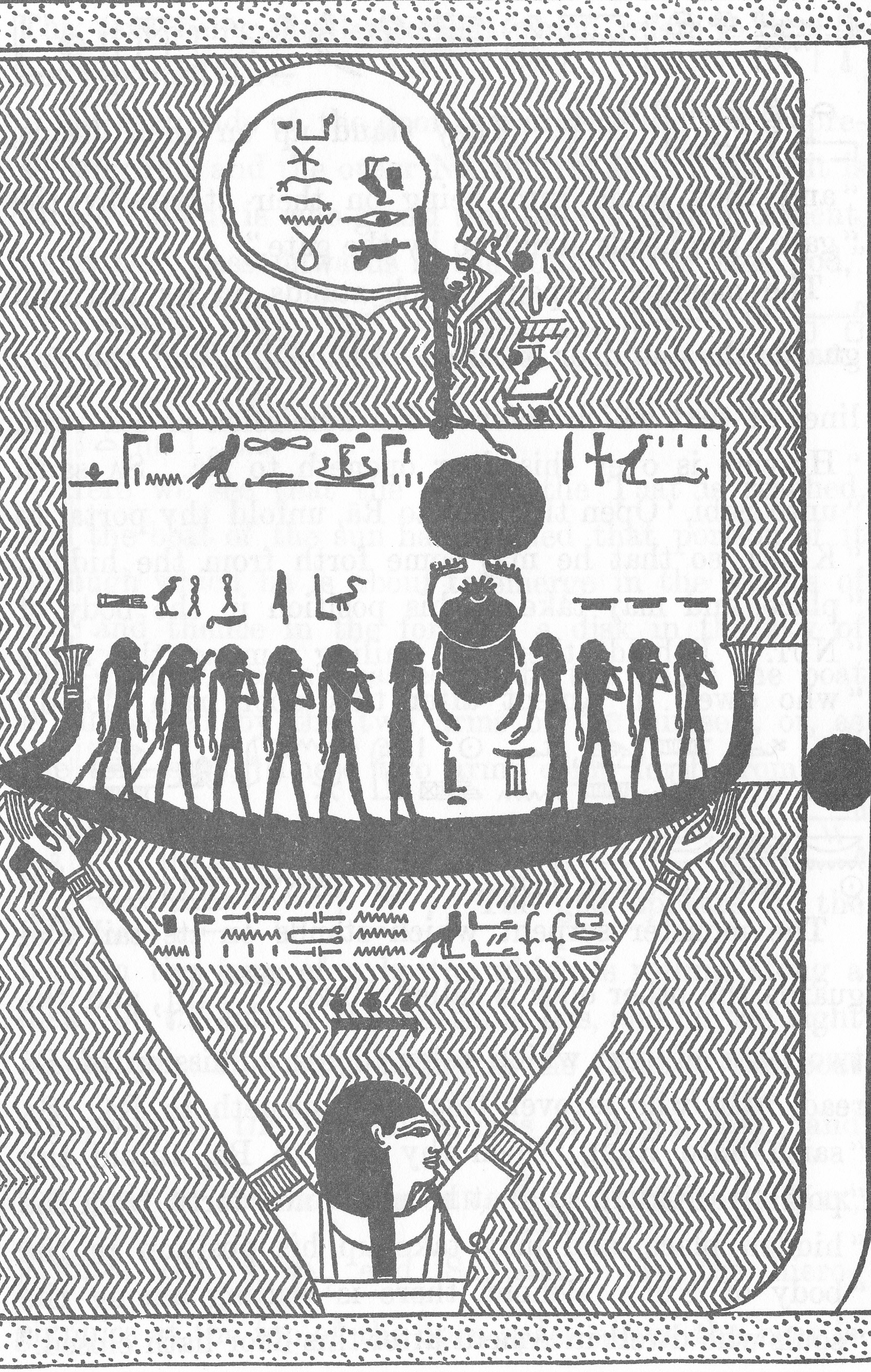
Última secuencia del Libro de las Puertas del sarcófago del faraón Seti I conservado en el Museo Soane de Londres.

Estos textos, a diferencia del Libro de los muertos, no son recopilaciones de fórmulas mágicas de procedencia heterogénea, si no textos invariables que describen las ricas ilustraciones que acompañan. El texto más antiguo que se conoce es el Libro del Amduat, que apareció bajo Tutmosis III. La primera copia completa se encontró en el sarcófago de Seti I; la duodécima y última secuencia de esta composición contiene una representación del momento en que el sol emerge del mundo subterráneo para renacer al amanecer. Esta escena es una imagen de la idea cosmológica de los egipcios del Imperio Nuevo.
El dios Nun parece surgir de las aguas primordiales. Alza la barca solar con sus dos largos brazos. A bordo, el escarabajo Jepri (símbolo del renacimiento) sostiene el disco solar. A ambos lados del escarabajo, las diosas Isis y Neftis parecen dar la bienvenida o impulsar el sol renacido. Neftis es recibida en los brazos de Nut, la diosa del cielo. Representada al revés, la diosa está de pie sobre la cabeza de Osiris, cuyo cuerpo forma un bucle que contiene la Duat. La nota dice: «Es Nut quien recibe a Ra».
Como la serpiente uróboros, que se muerde la cola, Osiris está envuelto en sí mismo. Su cuerpo forma un círculo y la nota dice: «Es Osiris quien circunda la Duat». Esta representación del dios es una forma de mostrar que el tiempo es cíclico. El círculo simboliza la perfección y el movimiento. Este retorno permanente de las cosas y de los acontecimientos es una sucesión de regeneraciones. Osiris y Nut están representados en forma invertida para mostrar que la Duat no está sujeta a las mismas reglas que el universo ordenado, y el sol viaja de oeste a este. Cuando el sol entra, solo puede emerger. Por la tarde, el sol entra en occidente. Se regenera durante su paso por la Duat. Este mundo de noche y muerte está gobernado por Osiris. Después de pasar por doce regiones y doce portales, el sol vuelve a aparecer al amanecer cuando sale del horizonte oriental. Esta salida del mundo subterráneo está simbolizada por el segundo sol que se encuentra en la proa del barco solar. El cielo que atraviesa Nut se encuentra entre la Duat y el universo ordenado. Es el vínculo entre los dos mundos.

### Osiris, señor por millones de años

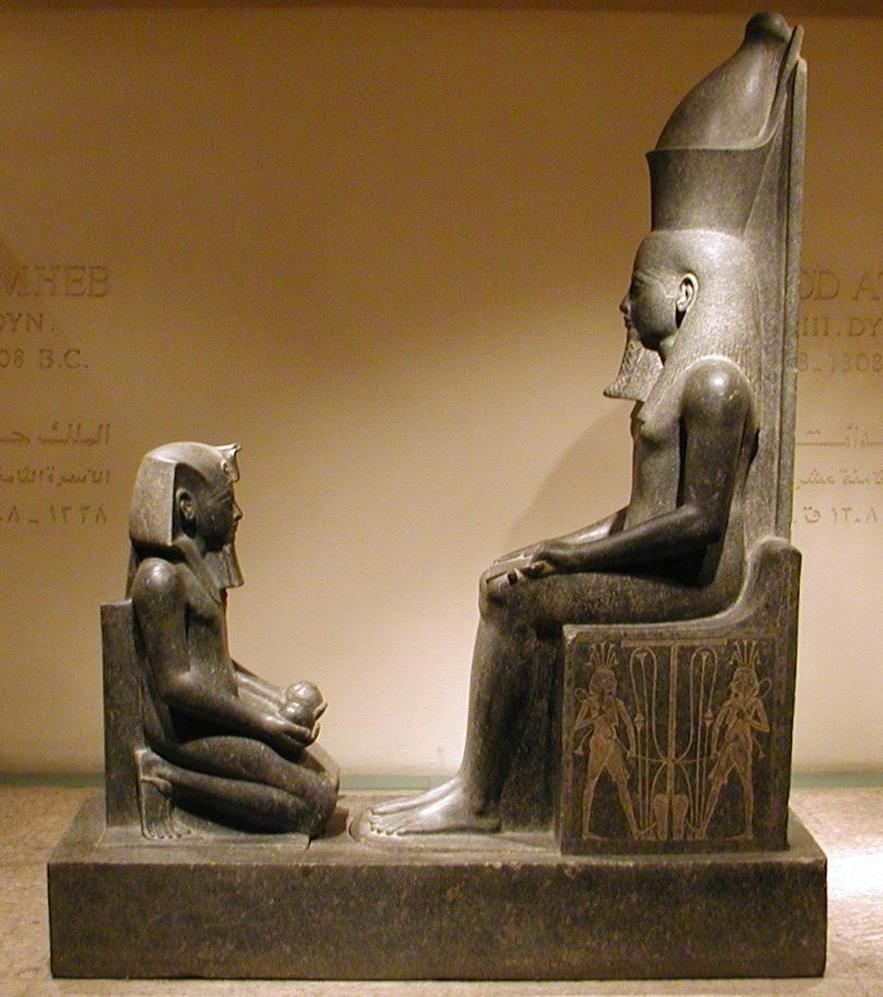
El faraón Horemheb adorando a Atum.

La mortalidad de los dioses egipcios se evoca a menudo en un ciclo donde la muerte y el renacimiento se alternan, en el que el rejuvenecimiento del dios solo es posible a través de su muerte. Pero hay pocos documentos egipcios que mencionen el fin definitivo de los tiempos y la desaparición final de los dioses. El Libro de los muertos describe de forma clara este acontecimiento: Al final de los tiempos, solo Atum y Osiris subsistirán. Osiris lamenta que deba permanecer en el mundo del más allá. Atum le consuela diciéndole que el desierto de las necrópolis es su reino, que su hijo Horus reina sobre los hombres y que su vida será muy larga. Atum le dice que solamente ellos dos perdurarán regresando al caos de sus orígenes en forma de serpiente:

Tu destino es de millones de millones de años, una vida de millones de años. Pero destruiré todo lo que he creado; este país volverá al estado de Nun, al estado de flujo, como en su origen. Yo soy lo que quedará, con Osiris, cuando me haya transformado de nuevo en una serpiente, que los hombres no pueden conocer, que los dioses no pueden ver.
Extracto del capítulo 175 del Libro de los muertos. 

### Osiris Orión
| D61 · N14 |

| D61 · N14 |

Los egipcios llamaban Sah a la constelación de Orión. Personificado como un hombre que ostentaba la corona blanca del Alto Egipto, Sah se consideraba el soberano de las estrellas a las que ordenaba su travesía por el cielo nocturno. Sah es el alma-Ba de Osiris o el propio Osiris según diversas tradiciones. Varios capítulos de los Textos de los sarcófagos están dedicados a esta constelación (469, 470, 689, 1017). El capítulo 227 permite al difunto transformarse en el sucesor de Osiris. El difunto, después de haber afirmado que es Osiris, continúa diciendo:

Soy Orión, el que llegó a la Doble Patria, el que navega ante el marco del cielo [las estrellas] en el cuerpo de su madre Nut; ella estaba encinta conmigo según su deseo, y dio a luz alegría a mi corazón.
Extracto del capítulo 227 de los Textos de los sarcófagos.

### Osiris el engendrador

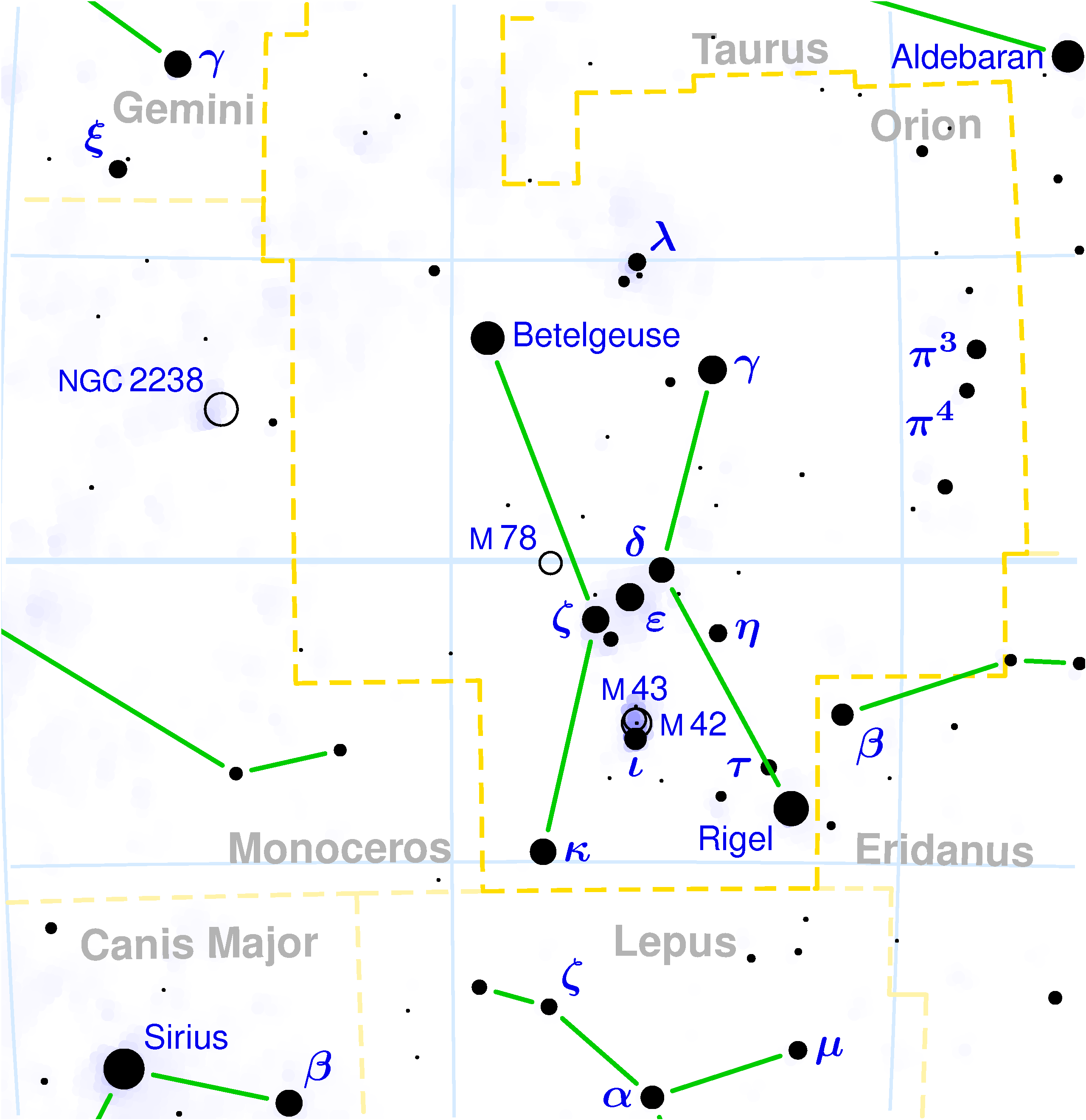
Carta celeste de la constelación de Orión.

Los capítulos 366 y 593 de los Textos de las Pirámides, de redacción muy similar, relatan el nacimiento y la concepción de Horus. Los padres parecen ser Osiris e Isis:

Tu hermana Isis vino a ti, feliz con tu amor. Después de que la sentaras en tu falo, tu semilla brotó en ella.
Capítulo 366 de los Textos de las Pirámides.

El resto del texto tiene una dimensión astral porque el fruto de esta unión es Hor-imy-Sopedet, es decir, «Horus en la constelación del Can Mayor». Osiris, asimilado a la constelación de Orión, transmite su esencia estelar a Horus, es decir, la estrella Sirio a través de Isis, la constelación del Can Mayor:

Tu semilla brotó en ella (Isis), penetrando en Sopedet; Horus-Soped surgió de ti en su nombre de Horus en Sopedet.
Capítulo 593 de los Textos de las Pirámides.

Este nacimiento mítico y astronómico se basa en una serie de juegos de palabras teológicas: Soped, el nombre egipcio de la estrella Sirio, significa puntiagudo, agudo, hábil, ingenioso y Sopedet significa triángulo y eficiencia. La estrella Sirio-Soped puede referirse a una de las tres puntas del triángulo que forma con las estrellas Betelgeuse y Rigel, con Sirio-Soped con un papel más importante porque este triángulo equilátero apunta hacia ella. Osiris-Orión es el dios en letargo; tres estrellas forman su falo (en la actualidad se considera que es su cinturón) apuntando hacia la constelación del Can Mayor: para los egipcios, ésta es Isis en forma de un pájaro, el milano, que lleva en su seno a su sucesor, Horus-Soped (Sirio), quien lucha de forma eficaz para restituir a su padre a su vida y sus funciones reales.

## Divinidad funeraria

### Osiris señor de occidente

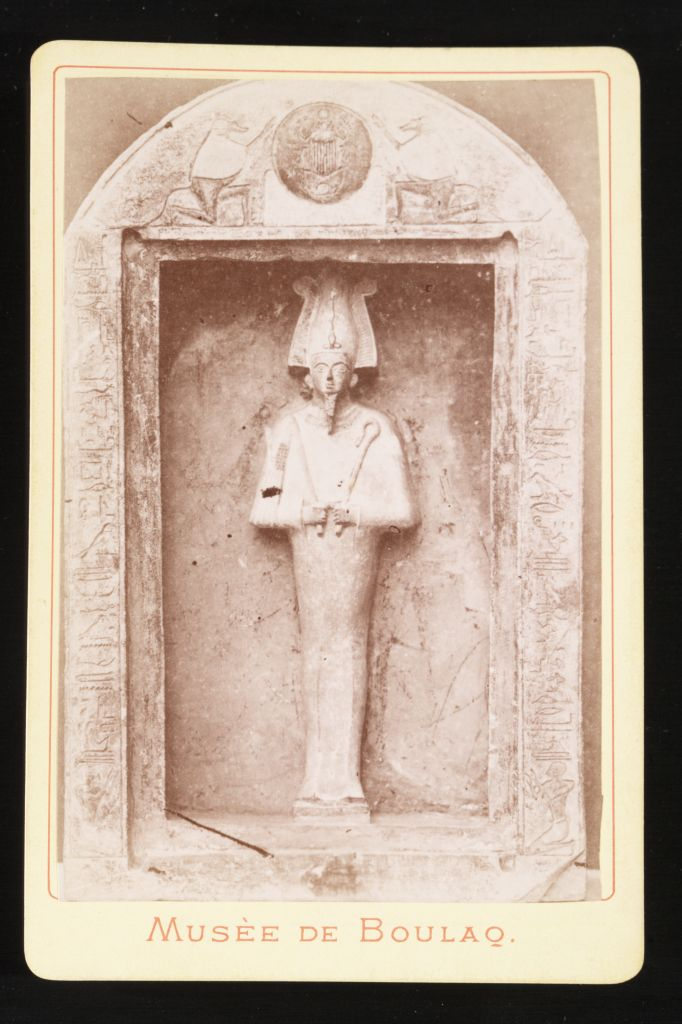
Osiris de pie, momificado y coronado con la corona Atef. Fotografía de 1881 (Museo Boulaq, El Cairo).

El papiro Chester Beatty I, que data del reinado de Ramsés V (dinastía XX), incluye el relato Las contiendas entre Horus y Seth. La historia cuenta las luchas internas que se libraban en el seno de la familia de Osiris. El rey Osiris está muerto. Durante ochenta años, Horus y Seth han estado disputándose la sucesión al trono. Los dioses egipcios se sientan como jueces en un tribunal presidido por Ra. Están divididos en dos bandos que tienen el mismo poder. Horus, un adolescente sin experiencia, tiene el apoyo de una facción liderada por su madre, Isis. Por su parte Seth, un valiente defensor de la  barca solar contra Apofis, tiene el apoyo de Ra. Si Horus debe hacer frente a los ataques mágicos de Seth, este tiene que enfrentarse a los de Isis. Después de multitud de sucias maniobras, los dioses del tribunal están cansados de la indecisión del viejo Ra. Todos los fallos del tribunal son favorables a Horus pero en cada ocasión Seth puede cuestionarlos debido a su influencia sobre Ra. Por consejo de Tot y Shu, Ra envió una carta a Osiris para conocer su opinión. En respuesta, el dios difunto hace hincapié en sus propios méritos:

¿Por qué le hacen daño a mi hijo Horus? Yo soy el que os hizo fuertes. Yo soy el que creó la cebada y la espelta para mantener vivos a los dioses, así como los rebaños bajo el cuidado de las deidades. No hubo ningún dios o diosa que hiciera esto.
Las contiendas entre Horus y Seth.

Sin impresionarse, Ra se burla del poder de Osiris diciendo que con o sin él, la cebada y la espelta seguirían existiendo. Enfadado, Osiris amenazó a los dioses de la Enéada. Por temor a una epidemia, los dioses dictaron una sentencia definitiva a favor de Horus, argumentando que la buena salud de la creación depende de Osiris, pues alimenta a los dioses y a los hombres como dios de la abundancia, pero si lo desea puede liberar un ejército de demonios contra sus enemigos y los impíos para acortar la alegre vida terrenal de los seres vivos: 

Es realmente perfecto, realmente perfecto, todo lo que has creado, ¡oh creador de la Enéada! Pero nos aseguramos de que la justicia desapareciera en el inframundo. Así que considera la situación, tú. Este país en el que me encuentro está lleno de mensajeros con rostros feroces, que no temen a ningún dios ni (ninguna) diosa. Si los hiciera salir, me devolverían el corazón de todos aquellos que han cometido actos viles, pero manifestándose aquí, en mi compañía. ¿Y por qué paso mi vida aquí, en paz en occidente (el mundo subterráneo), mientras todos estáis ahí fuera? ¿Quién es más fuerte que yo? Pero mira, ellos inventaron la mentira. Y cuando Ptah […] creó el cielo, ¿no dijo a las estrellas que había en él: «¿Te acostarás en Occidente todas las noches, donde reside el rey Osiris? Entonces, los dioses, los nobles y la gente también se acostarán en el lugar donde tú estás» —eso es lo que me dijo.
Las contiendas entre Horus y Seth.

### Osiris Ounennéfer
Los antiguos egipcios no veían la muerte como algo natural. Al identificar a todos los muertos con Osiris, el dios asesinado, concebían la muerte como el cruce de un umbral entre el mundo terrestre y el más allá. La muerte es una crisis temporal que puede resolverse por medio del ritual funerario. El juicio de Osiris simboliza este paso crucial porque solo los moralmente puros pueden celebrar los ritos, solo el que está sin pecado comparece ante el tribunal de Osiris. Esta pureza se ha destacado desde el Imperio Antiguo de Egipto en los textos de tumbas y mastabas. Los dioses, por intercesión del rey, otorgan a los siervos de la monarquía el estatus de Imakhu (poseedor de la tumba), pero solo se puede reclamar este privilegio si se ha respetado y aplicado la Maat. Osiris, bajo el nombre de Ounennéfer (Existencia perfecta), es un modelo a seguir, ya que su vida ejemplar le ha llevado a ejercer la soberanía en la tierra y en la otra vida:

Si he hecho justicia a su señor, es porque lo he satisfecho en lo que ama. He dicho la verdad, he hecho justicia, he dicho el bien, he repetido el bien, he llegado a la perfección, porque quería hacer el bien con los hombres. Juzgué a dos litigantes para que estuvieran satisfechos. Salvé al miserable de aquel que era más poderoso que él en lo que yo tenía autoridad sobre él. Le di pan al hambriento, ropa al desnudo, un pasaje al náufrago, un ataúd al que no tenía hijos. Hice un barco para el que no tenía barco […]
Puerta falsa de Néferséchemrê, dignatario conocido como Chéchi. 

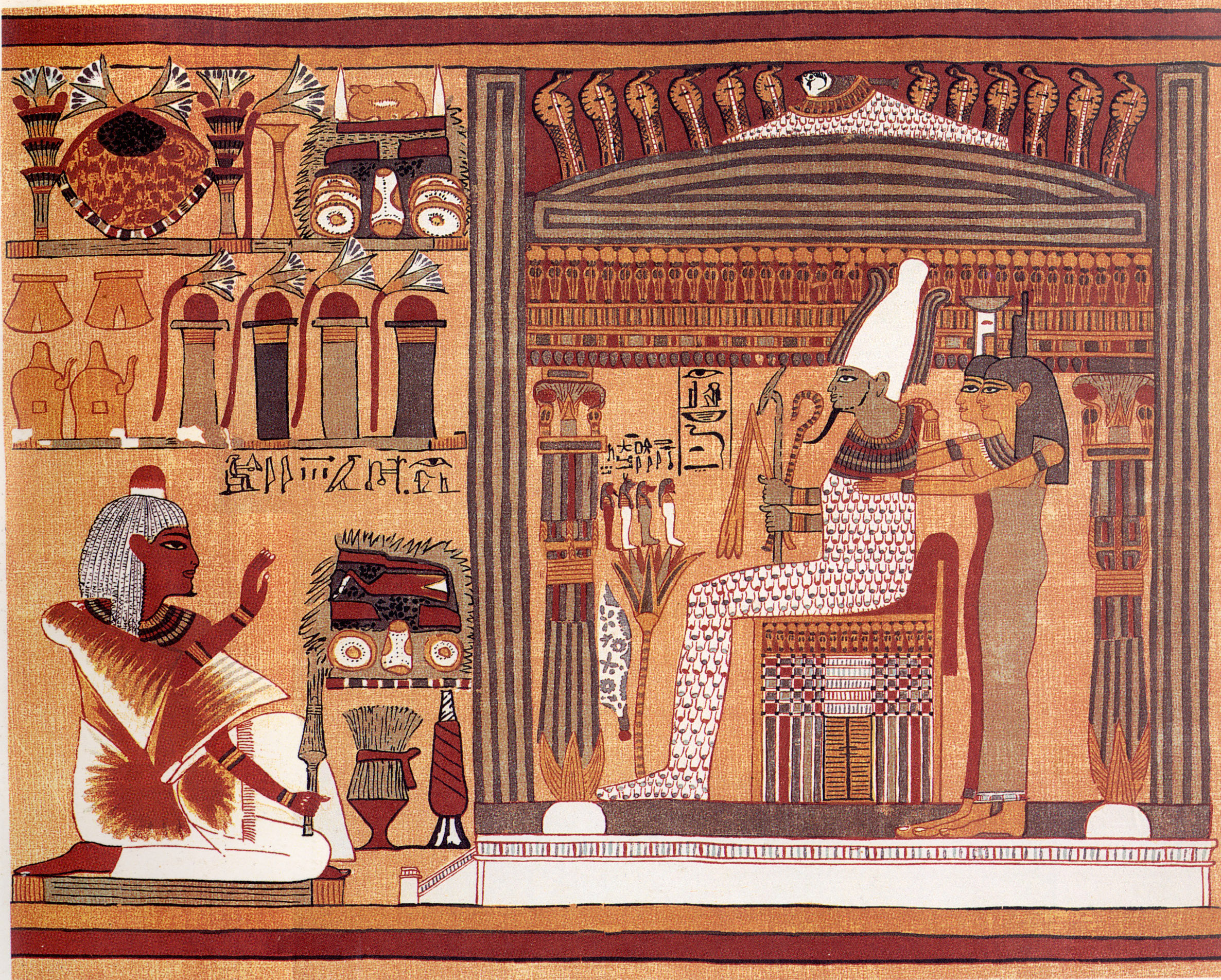
Ani ante Osiris, juez del más allá. Papiro de Ani, dinastía XIX.

En el Imperio Nuevo el juicio de los muertos adquiere su forma definitiva tal como aparece en el Libro de los muertos (cap. 125). La comparecencia ante Osiris y sus cuarenta y dos asesores se parece más a una prueba que a un procedimiento judicial. El difunto sabe de antemano de lo que se le culpa y se defiende negando en su totalidad dos listas de pecados. La primera lista de cuarenta faltas se niega ante Osiris, luego una segunda lista de cuarenta y dos faltas se niega ante los cuarenta y dos asesores que simbolizan todo el territorio egipcio. Estas leyes condicionaban el acceso al mundo del más allá. Pero el capítulo 125 es más que una fórmula mágica para purificar al difunto. Los egipcios no solo confiaban en el poder de la magia para salvar su alma-Ba, su presencia tras la muerte ante Osiris estaba acompañada, durante su vida terrenal, por una vida inspirada en las leyes del Maat:

Soy un noble que se ha encomendado a sí mismo al Maat, que se ha inspirado en las leyes de la sala de los dos Maat, pues pretendía llegar a la necrópolis sin que la más mínima bajeza se asociara con mi nombre, no he hecho ningún daño a los hombres, ni nada que sus dioses desaprueben.
Estela funeraria de Baki, siglo XIV a. C.

### De Osiris-Apis a Serapis
El toro Apis (Hapi en egipcio) simboliza el ciclo de un animal joven que sucede a un anciano que acaba de morir por causas naturales. En cuanto moría un toro, los sacerdotes buscaban otro que se pareciera a él y lo entronizaban. La sucesión de los Apis está documentada desde Amenofis III hasta finales de la dinastía ptolemaica, pero probablemente duró hasta el siglo IV d. C. Apis transmite dos imágenes teológicas: la sucesión monárquica y el renacimiento de Osiris. Apis se representa como un toro vivo y que camina, como un animal muerto y momificado y como un humano con cabeza de toro. El Apis muerto se convierte en un Osiris con el nombre de Osiris-Apis (en egipcio Osor-Hapi).
En el periodo tardío de Egipto se desarrolló dentro de los límites de la ciudad de Menfis un culto en honor a este animal muerto. El culto se practicaba en los círculos egipcios, pero también entre los colonos griegos que vivían en Menfis. Un papiro en griego menciona al dios Oserapis ya en el siglo IV a. C. Cuando la dinastía ptolemaica se estableció en Egipto, instituyó el culto a Serapis en Alejandría. Esta deidad asume las funciones funerarias y agrarias del dios Osiris, pero sus representaciones son las de un dios griego, un hombre barbudo de pelo rizado coronado con modius (símbolo de fertilidad) o con la corona Atef (característica de Osiris).

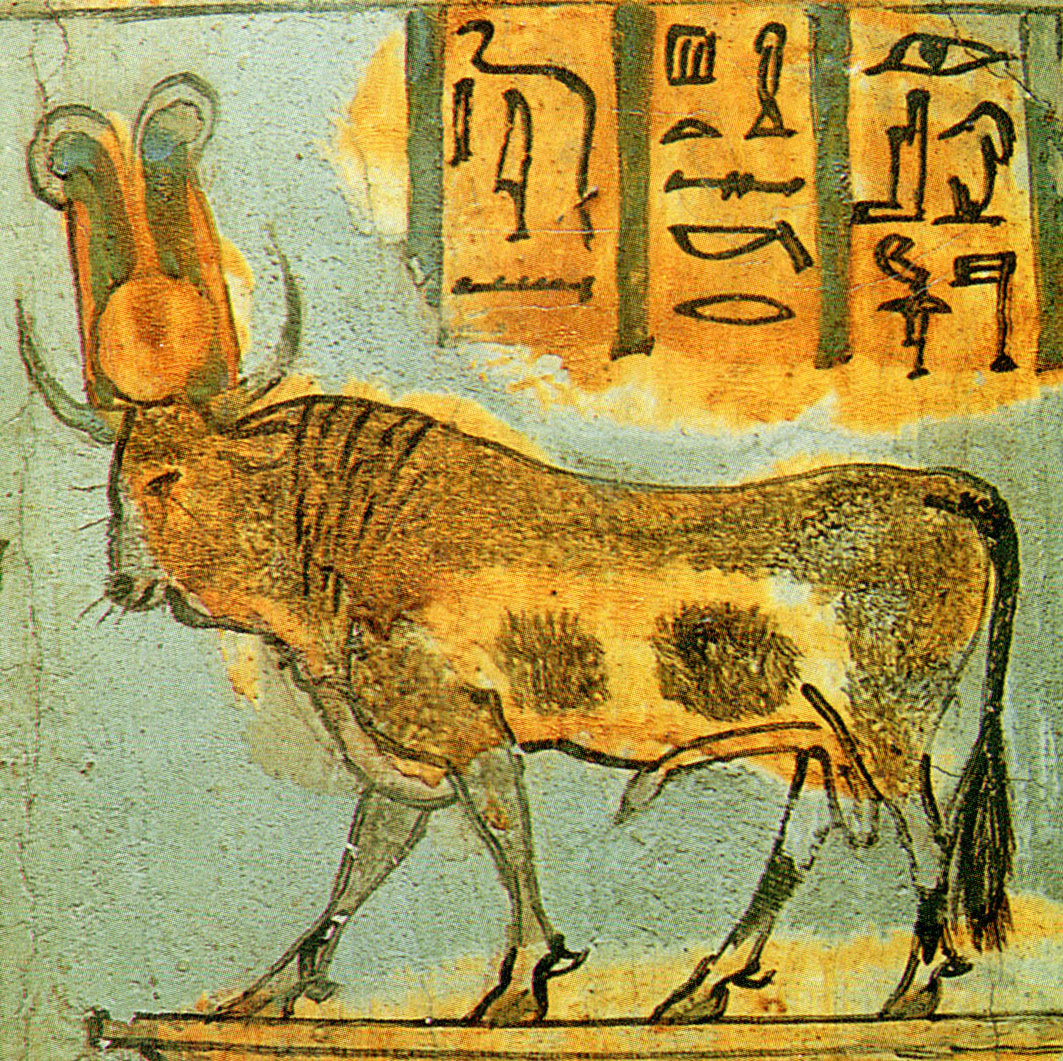
Apis viviente coronado con el disco solar.
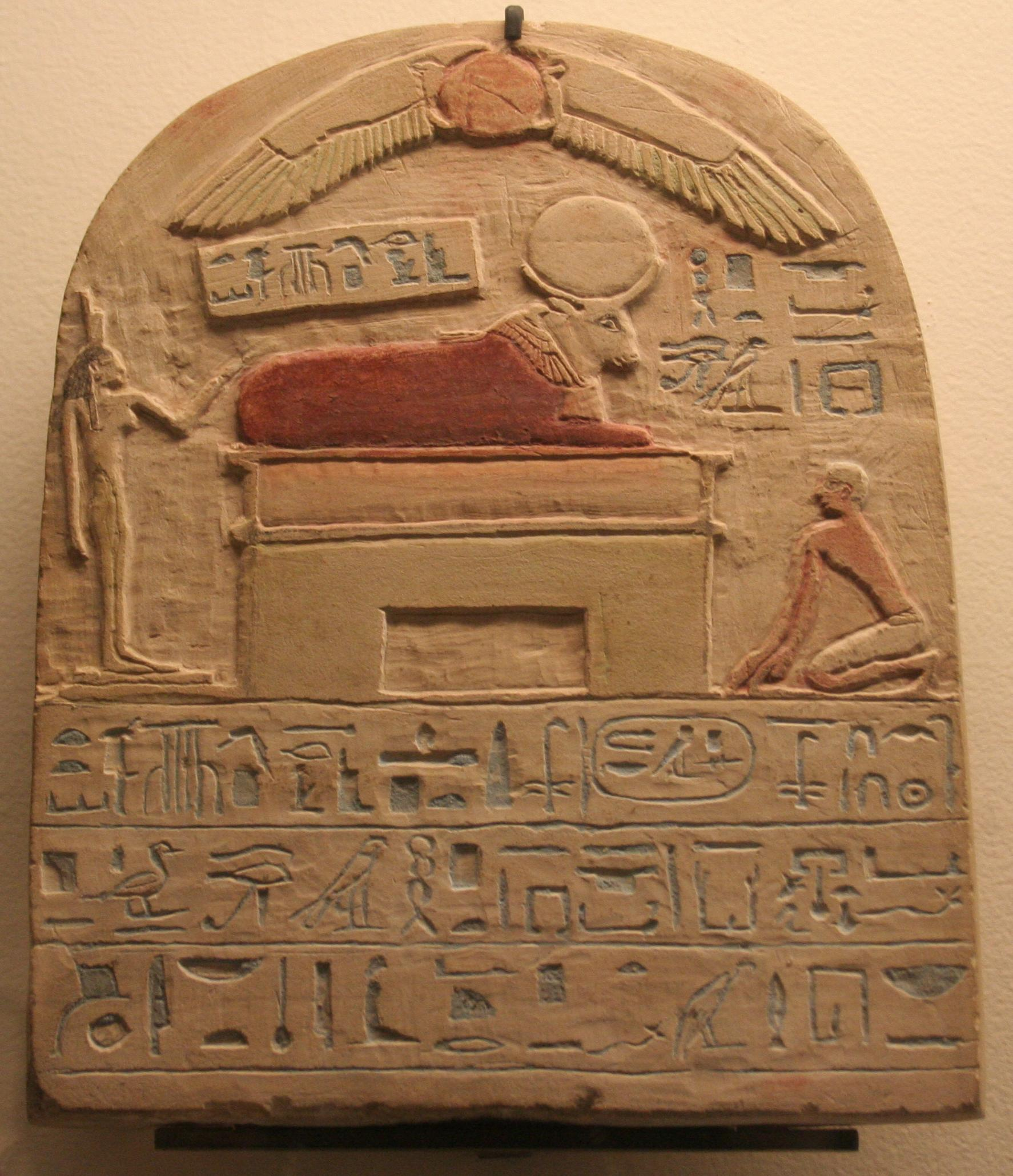
Estela en honor a Apis muerto y momificado.
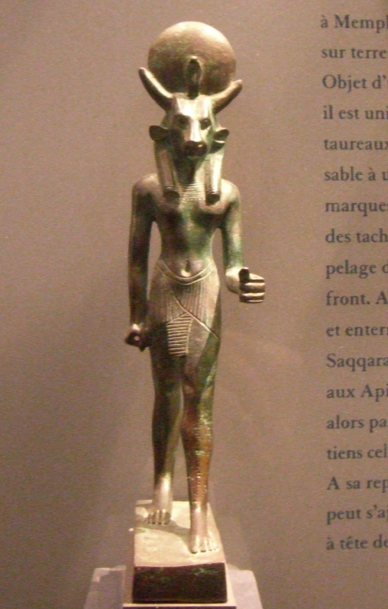
Estatuilla de Apis antropomorfo.
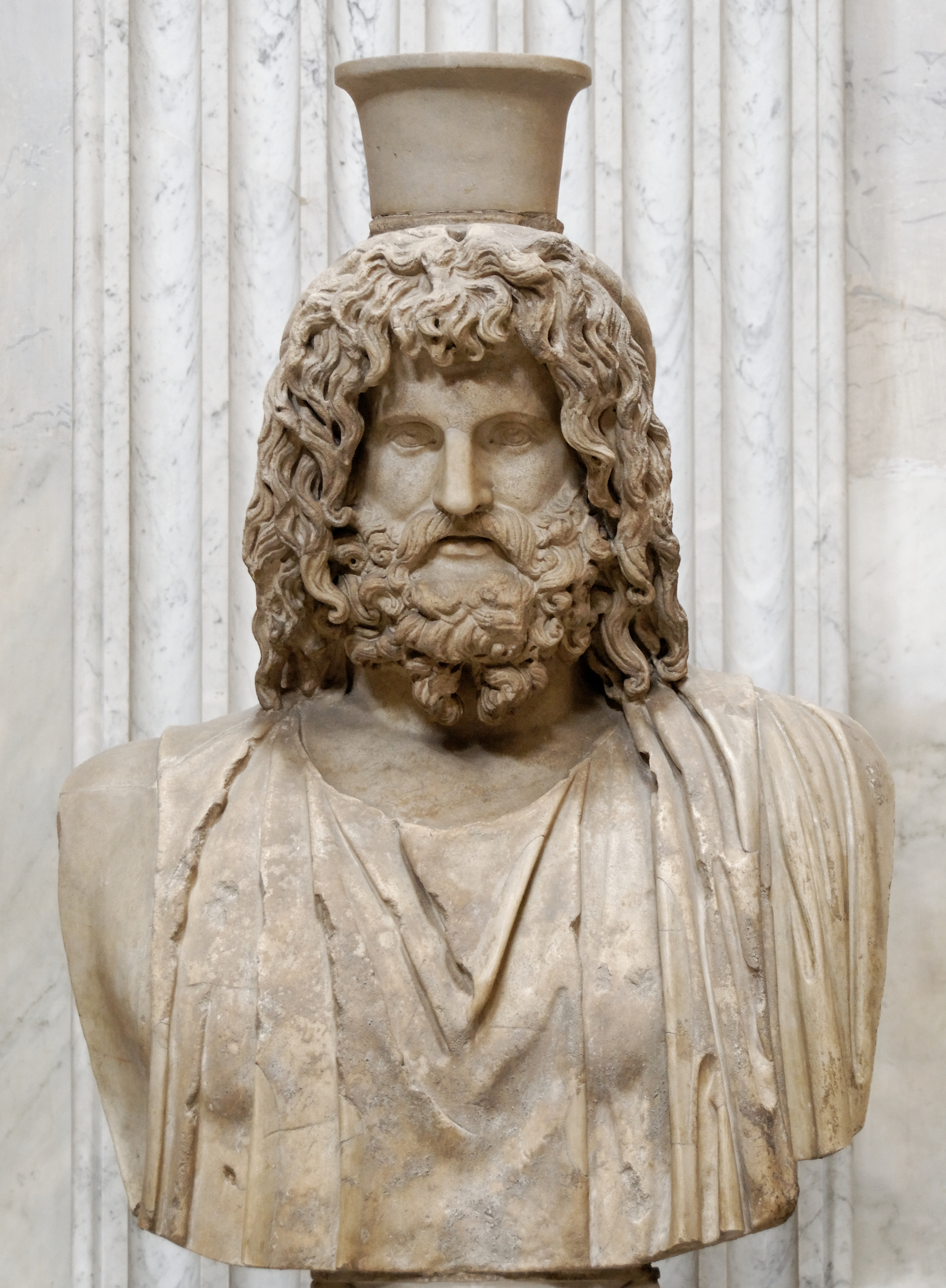
Busto de Serapis.

## Divinidad de la vegetación

### Osiris, señor de la simiente

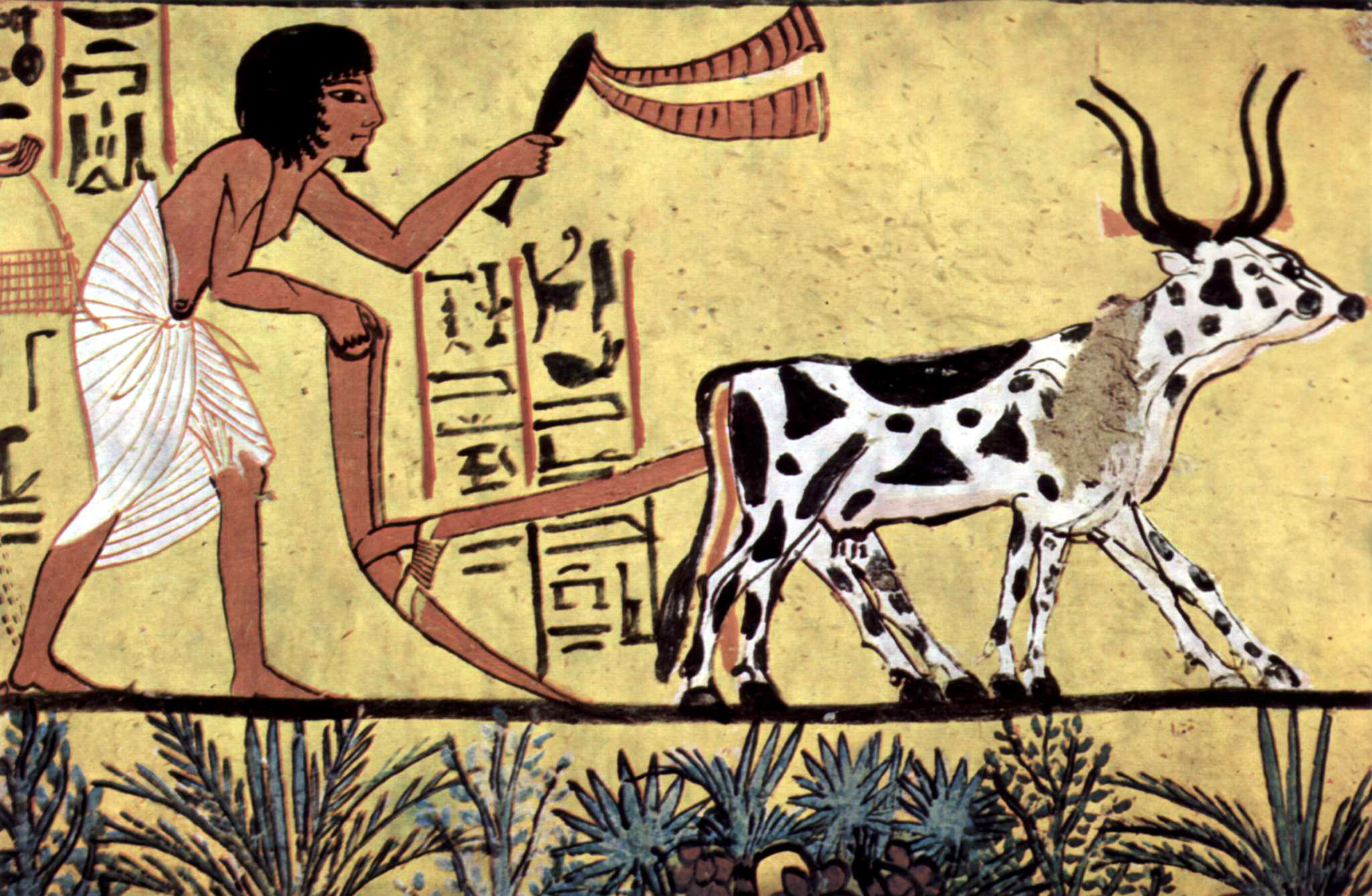
Escena de labranza que ilustra el capítulo 110 del Libro de los muertos (tumba de Sennedyem).

Para el antropólogo británico James George Frazer los dioses Osiris, Dioniso, Atis y Adonis son espíritus de la vegetación. Osiris es como la semilla plantada durante la siembra que resurge en la siguiente cosecha; el grano es fertilizado por el agua en el suelo y luego, durante la cosecha, es fragmentado por las hoces de los segadores.
Todavía no está claro si Osiris fue un dios de la vegetación desde sus orígenes o si este aspecto de su personalidad fue incorporado posteriormente a sus atributos como dios funerario. La fertilidad del suelo egipcio está ligada al limo arrastrado por la crecida del Nilo asociada a Osiris. A pesar de que el cuerpo de Osiris fue cortado en pedazos, su muerte física se muestra como un letargo. Esta inconsciencia de Osiris es como la de Atum en el Nun (el océano primordial) antes de la creación del universo. El sueño de Osiris se opone al orden establecido por el dios creador, sin embargo, su muerte es necesaria para que la humanidad supere sus límites terrenales y alcance la eternidad divina. Osiris es el dios que se ahogó en las aguas del Nilo; su larga estancia en el agua se percibe como una vuelta al caos del océano original. Este océano es el medio del que brota la vida. El desmembramiento de Osiris en dieciséis partes está relacionado con el retorno anual de la crecida del Nilo. La altura ideal de la inundación es de dieciséis codos y, cuando se alcanza este nivel, Osiris se recompone.

¡Oh Primordial de todo la Doble Patria! Alimento y comida ante la Enéada, aj perfecto entre los akhu (muertos bendecidos) para los cuales el Nun extiende sus aguas […] Las plantas crecen según su deseo y para él la tierra productiva origina constantemente alimento […] [Geb] ha puesto bajo su mano esta tierra, su agua y su viento, su hierba y todos sus rebaños, todo lo que vuela y todo lo que se posa, sus reptiles y sus animales del desierto, (todo esto) ofrecido al hijo de Nut: ¡y la Doble Patria se regocija! […] lo que rodea el disco solar está sujeto a sus designios; (del mismo modo) el viento del norte, el río, las olas, el árbol frutal y todo lo que crece. Neper es el que da toda la vegetación, la comida del suelo. Crea saciedad y la proporciona a todos los países. Cada ser es feliz, cada corazón es feliz.
Gran Himno a Osiris, Imperio Nuevo. Estela del Louvre C286. 

### Fiestas del mes de koiahk

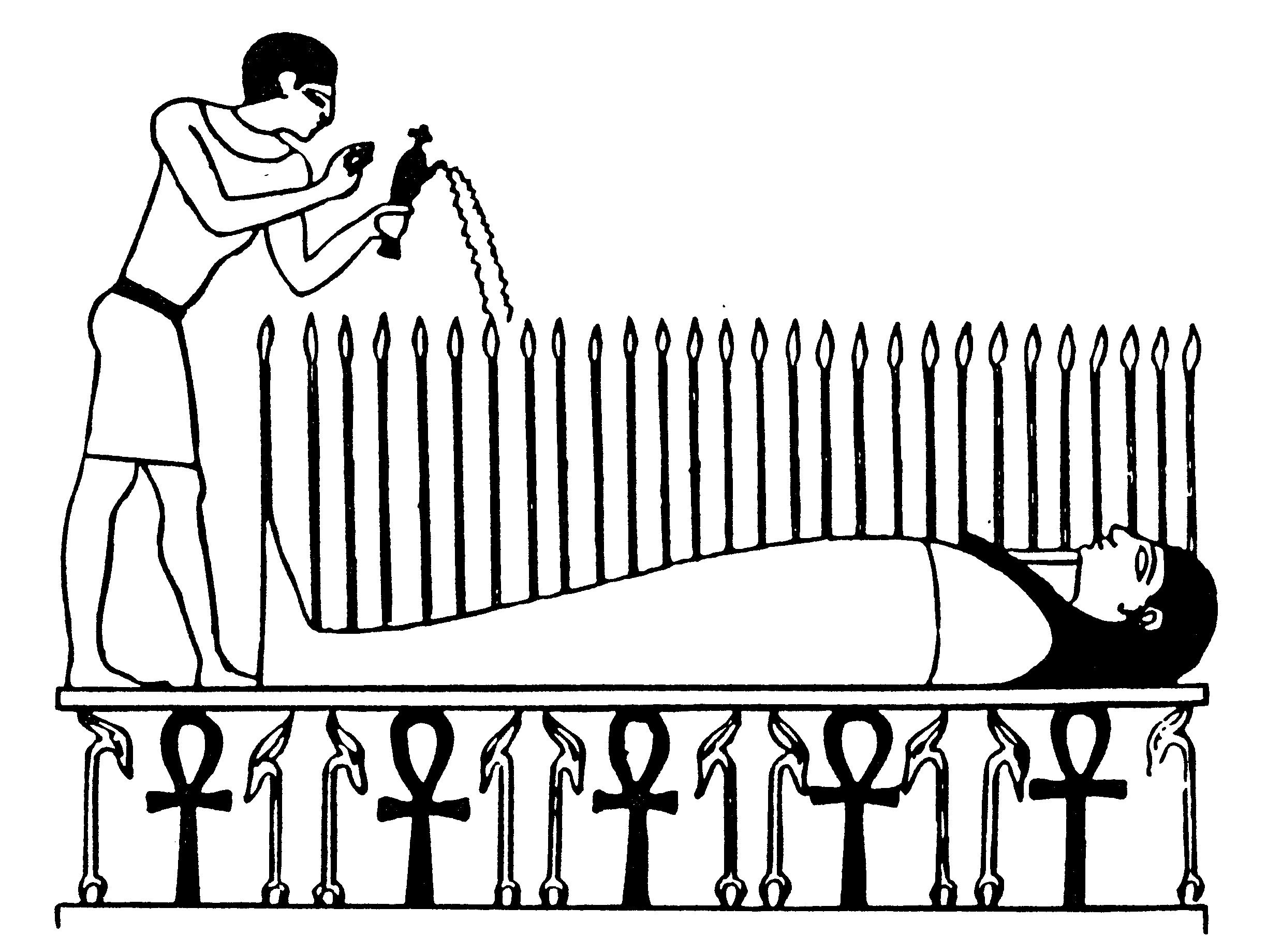
Renacimiento de Osiris representado con las espigas de cereales creciendo sobre su cuerpo momificado (templo de File).

Originalmente desarrollado en Abidos y Busiris, el rito de las fiestas del mes de koiahk se extiende durante la dinastía XI a todos los templos que se supone que conservan una reliquia del cuerpo despedazado de Osiris.
Los egipcios consideraban el ciclo de germinación de las semillas como una metáfora de su concepción de la muerte. Una de las imágenes del renacimiento de Osiris es la representación de las espigas de cereales creciendo sobre su cuerpo momificado. Esta representación fue puesta en práctica en los templos según el ritual del mes de koiahk. En un recipiente en forma de momia, los sacerdotes introducían una mezcla de tierra, donde el grano comenzaba a germinar (durante las búsquedas submarinas realizadas en la ciudad sumergida de Heracleion se encontró un tanque de este tipo en el interior de los témenos del templo de Amón y Jonsu). Este Osiris vegetalizado, una vez expuesto al sol y luego secado, se colocaba en un barco sagrado y se transportaba a la necrópolis de la ciudad de Canopo. Esta momia vegetal se desechaba allí, enterrada o arrojada al agua.

## Culto a las reliquias sagradas

### Osiris en todas sus tumbas
El culto a Osiris se extendió por todo Egipto; sin embargo, varias ciudades destacaron por su particular relación con el mito de su desmembración. Las tradiciones difieren en cuanto al número de pedazos dispersos por todo el país, que va de catorce a cuarenta y dos según las diferentes versiones. Según Plutarco, Seth ahogó a su hermano encerrándolo en un cofre que fue arrojado al Nilo. Los restos fueron llevados a Biblos donde fueron encontrados por Isis, que llevó el cofre y el cuerpo de vuelta a Egipto, cerca de Buto. Pero durante una expedición de caza Seth encontró el cuerpo de Osiris; loco de rabia, desmembró el cuerpo en catorce pedazos y los dispersó por doquier. Desesperada, Isis se puso a buscarlos por todo el país y cada vez que encontraba una parte confiaba su custodia al clero local para que pudiera honrarse la memoria de Osiris.
En el primer capítulo del Libro de los muertos, se dice que el difunto se presenta a sí mismo como sacerdote del culto de Osiris, con la esperanza de beneficiarse de los ritos funerarios iniciados para el dios desmembrado. El difunto enumera a continuación algunas ciudades donde, durante su vida, honró a Osiris. La participación en los ritos de estos lugares sagrados ayuda a ganar el favor de los dioses. En la otra vida, los dioses solo se preocupan por aquellos que los han honrado. Participar en los ritos relacionados con el embalsamamiento de Osiris durante su vida le permite, una vez fallecido, contemplar al dios y sobrevivir en su reino:

Estoy con Horus, como protector de este hombro izquierdo de Osiris que está en Letópolis; voy y vengo, como una llama, el día de expulsar a los rebeldes de Letópolis.
Estoy con Horus el día de la celebración de las fiestas de Osiris y la preparación de ofrendas para Ra, en la fiesta del sexto día del mes y en la fiesta en Heliópolis.
Soy el Sacerdote-Ubab en Busiris, y exalto al que está en el túmulo.
Soy el profeta de Abidos, el día que la tierra se alza.
Soy el que ve los misterios en Menfis.
Soy el que lee el ceremonial del Carnero que está en Mendes.
Extracto del capítulo 1 del Libro de los muertos.

### Falo de Mendes
| E10 | nb | Dd | niwt | Dd |

| E10 | nb | Dd | niwt | Dd |

En su versión del mito de Osiris Plutarco relata que la diosa Isis encontró todos los miembros dispersos excepto el falo, que había sido devorado por unos peces de río y, para reemplazarlo, creó uno con su magia. Sin embargo, la ciudad de Mendes cuenta con una tradición mítica distinta y se dice que conserva como reliquia el falo unido a la columna vertebral del dios. Estos dos miembros constituyen una única reliquia porque los egipcios (y los griegos después de ellos) creían que la médula ósea descendía de la columna vertebral a los testículos y se expulsaba por el pene en forma de esperma. Posteriormente el pilar Dyed se asimiló a esta reliquia (la ciudad de Mendes en egipcio era Djedet o Perbanebdjedou); el dios de Mendes fue desde los inicios del Egipto faraónico el carnero Banebdyedet.

### File y el santuario de Abatos

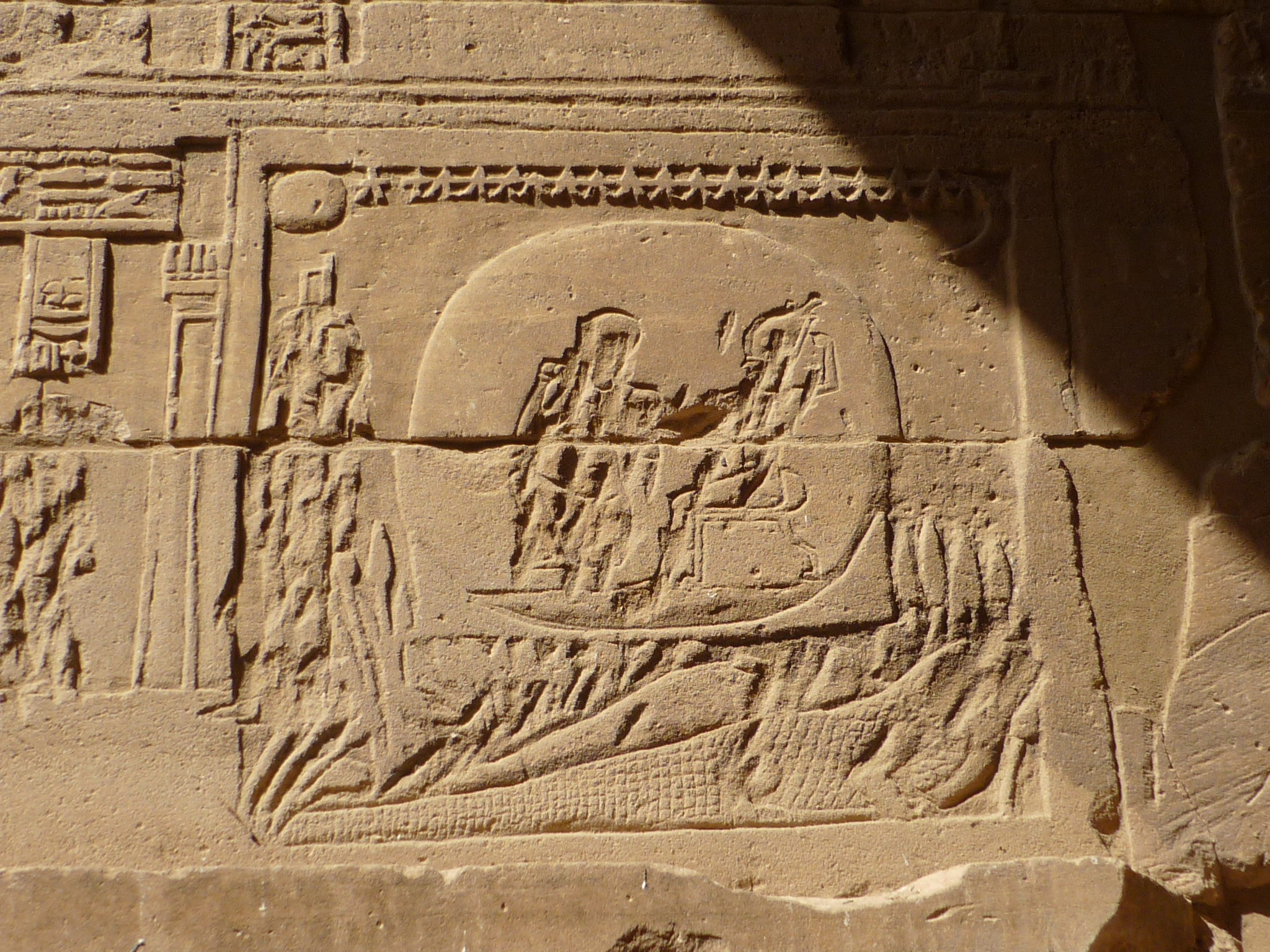
Horus saca a la momia de Osiris de las marismas sobre un cocodrilo y la lleva a Abatos. Relieve de la Puerta de Adriano en File.

Para los antiguos egipcios el agua de las crecidas del Nilo proviene del mundo subterráneo y sale de una cueva en la región de la primera catarata. Esta fuente mítica del río se localizó inicialmente en Elefantina, la ciudad del dios carnero Jnum. Posteriormente, en periodo tardío de Egipto, la fuente del Nilo se asoció principalmente al santuario de Abatos de la isla Bigeh. La corriente que brota de la herida infligida por Seth en la pierna izquierda de Osiris se preserva en este lugar. El culto a Osiris se remonta probablemente al siglo VI desde el reinado de Psamético II. Abatos proviene del griego antiguo ἂβατον 'inaccesible'; en egipcio era Iat-ouâbet 'La Plaza pura' y Iou-ouâbet 'La Isla pura'. Abatos es una de las tumbas de Osiris, lugar sagrado donde Isis encontró la pierna izquierda de su hermano desmembrado. Según Plutarco los rituales a Osiris en el santuario de Abatos de la isla Bigeh estaban estrechamente ligados a los de Isis de la isla de File:

También se dice que hay una pequeña isla cerca de File, inexplorado por el hombre y muy inaccesible; las aves nunca se posan allí, y los peces no se acercan a ella. Sin embargo, en una época determinada, los sacerdotes cruzan las aguas para hacer sacrificios por los muertos, colocan coronas sobre la tumba que allí se encuentra situada a la sombra de un árbol llamado méthida cuya altura supera a la de todos los olivos.
Plutarco, Sobre Isis y Osiris.

La estatua de la diosa se sacaba en procesión cada diez días desde su templo en File hasta Bigeh en barco. Isis realizaba, a través de sus sacerdotes, actos rituales como libaciones de leche para Osiris, con el fin de reavivar su vigor. Los rituales se convierten en el alma-Ba de Osiris para unirse a su cuerpo y despertar a la momia que duerme en Abatos. Además de estos rituales cada diez días, los momentos más destacados del año son las estancias de Isis y Harendotes en la tumba el decimotercer día del mes de Epep y los rituales de regeneración del mes de Koiahk.

### Amenazas mágicas contra el culto
Hacia principios del siglo IV d. C., el neoplatonista Jámblico en su tratado Acerca de los misterios de Egipto explicó a los opositores de la teúrgia el mecanismo operativo de las amenazas verbales contra los cultos y festividades rendidas a Osiris e Isis. Según él, las amenazas por parte de los magos no van dirigidas a los dioses (sol, luna, estrellas) sino a los espíritus inferiores, quienes, sin juicio ni razón, se contentan con obedecer las órdenes de sus superiores divinos. Las amenazas verbales aterrorizan a esos espíritus. Durante una ceremonia, un mago experimentado puede engañarlos fácilmente presentándose ante ellos en la forma de una divinidad superior.
En el siglo XII, Las contiendas entre Horus y Seth termina con una mención de estos espíritus inferiores. Para conseguir la victoria, Osiris amenazó a los demás dioses para que los enviaran contra ellos. Si Horus no obtiene el trono, entonces una horda de espíritus hostiles caerá sobre la tierra y los seres vivos, dioses y humanos, que se unirán al reino del Más Allá antes de lo esperado. Los Papiros mágicos de Turín datan de la misma época. Una fórmula mágica utiliza amenazas verbales contra los festivales y cultos de Osiris. El propósito del encantamiento es curar a un enfermo porque está hechizado por un enviado de Osiris. La curación pasa necesariamente por un desencantamiento. El mago sanador ofrece el remedio en forma de un decreto real redactado por Osiris. La orden obliga a la entidad malvada a abandonar el cuerpo de la víctima. Para que esto suceda, el mago lo asusta haciendo oscuras amenazas contra el culto de Osiris. El buen funcionamiento del universo garantizado por el culto rendido a Osiris solo puede continuar si abandona a su víctima:

Si se demora en expulsar al enemigo, la enemiga, el muerto, la muerta, o cualquier cosa abominable, entonces el enemigo del cielo dividirá el cielo, el enemigo de la tierra derribará la tierra, y Apofis se apoderará de la barca durante millones de años; no se dará agua al que está en el ataúd, al que está en Abidos, no se enterrará, al que está en Busiris, no se ocultará, no se harán ritos para el que está en Heliópolis, no se harán ofrendas a los dioses en sus templos, los hombres ya no harán ofrendas a ningún dios en ninguna fiesta.
Pero si uno expulsa al muerto y a la muerte, al enemigo y a la enemiga, al adversario masculino y femenino, y a las cosas abominables que hay en este cuerpo […] entonces el cielo permanecerá estable sobre sus cuatro pilares, la tierra permanecerá en su posición, el agua será entregada al que está en el ataúd, el de Abidos, será enterrado, el de Busiris será escondido, realizarán ritos para el que está en Heliópolis, ofrecerán ofrendas a los dioses en sus templos, los hombres harán ofrendas a todos los dioses en todas sus fiestas tan pronto como el muerto, la muerta, el enemigo, la enemiga, el adversario masculino, la adversaria femenina, emergiera de la tierra desde el cadáver de (nombre de la paciente), hijo de (nombre de la madre).
Extracto de los Papiros mágicos de Turín.

## Osiris y Abidos

### Necrópolis real
En la antigüedad el dios funerario de Abidos era el cánido Jentiamentiu «el que preside a los occidentales» (los difuntos), venerado desde finales del período predinástico. Aunque el culto a Osiris se implantó en la ciudad durante la dinastía V, no se extendió hasta el primer periodo intermedio, lo que originó la fusión de las dos deidades funerarias durante la dinastía XI, cuando el rey Intef II puso Abidos bajo su autoridad. En ese momento Osiris sustituyó completamente a Jentiamentiu, que pasó a ser simplemente un nombre Osiris. En el Imperio Medio la ciudad de Abidos se convirtió en el principal lugar de culto de Osiris. Sin embargo, su apogeo fue durante la dinastía XIX, cuando los faraones Seti I y Ramsés II emprendieron grandes obras en la ciudad.
El prestigio de la necrópolis de Abidos (Umm el-Qaab) ya venía de antiguo; allí se encuentran las tumbas o cenotafios de los primeros reyes egipcios. Los trabajos arqueológicos han descubierto tumbas reales que se remontan al periodo protodinástico de Egipto (Horus Escorpión I); también se han encontrado evidencias de las dos dinastías tinitas (dinastías I y II). Posteriormente la necrópolis real se trasladó más al norte, a Menfis (Saqqara). Abidos se convirtió entonces en el lugar semimítico de los orígenes de la realeza. La tumba del faraón Dyer, construida alrededor del año 3000 a. C., fue identificada por los creyentes del Imperio Medio (mil años después) como la del dios Osiris. En el Imperio Nuevo esta tumba se convirtió en un lugar de peregrinación.

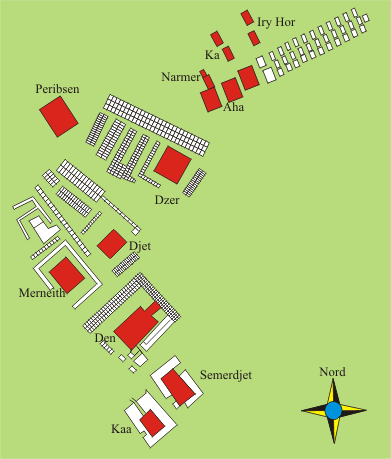
Plano de la necrópolis de los faraones tinitas.
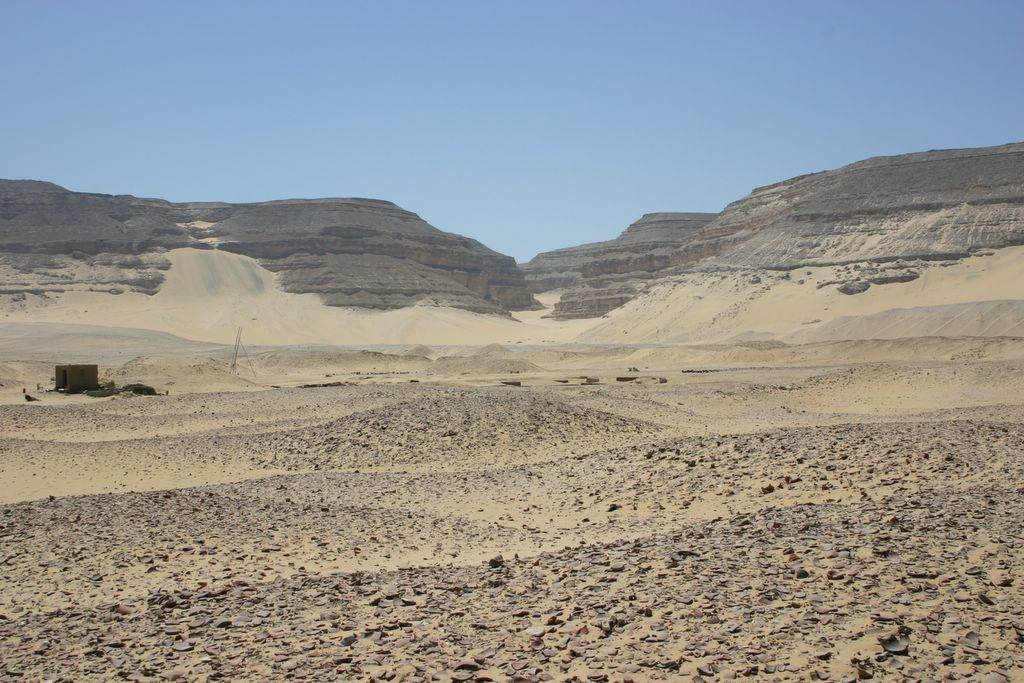
Vista de la necrópolis de Umm el-Qaab.
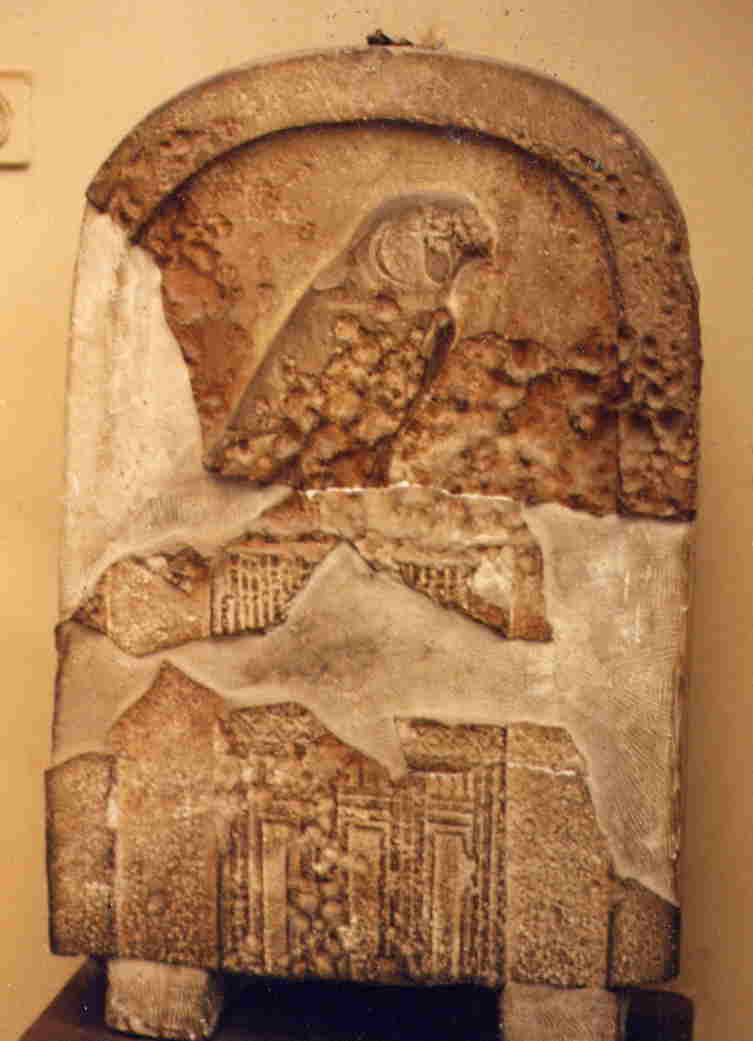
Estela del faraón Dyer.

### Cabeza
La fama de Abidos durante el Imperio Medio se debía sobre todo por ser la depositaria de una reliquia de Osiris confiada por los dioses, que habían encontrado su cabeza cerca de la necrópolis:

El día 19 del cuarto mes de primavera, es el día en que se encontró la cabeza en Gebel del Oeste. Anubis, Tot e Isis habían llegado a la necrópolis; un pájaro-qebeq y un lobo la velaban. Tot levantó la cabeza y encontró un escarabajo bajo ella. Luego la hizo descansar en la necrópolis de Abidos hasta nuestros días. Llamamos a Abidos: la ciudad del escarabajo, por ello. El pájaro-qebeq es Horus, señor de Letópolis. El lobo es Anubis.
Papiro Jumilhac.

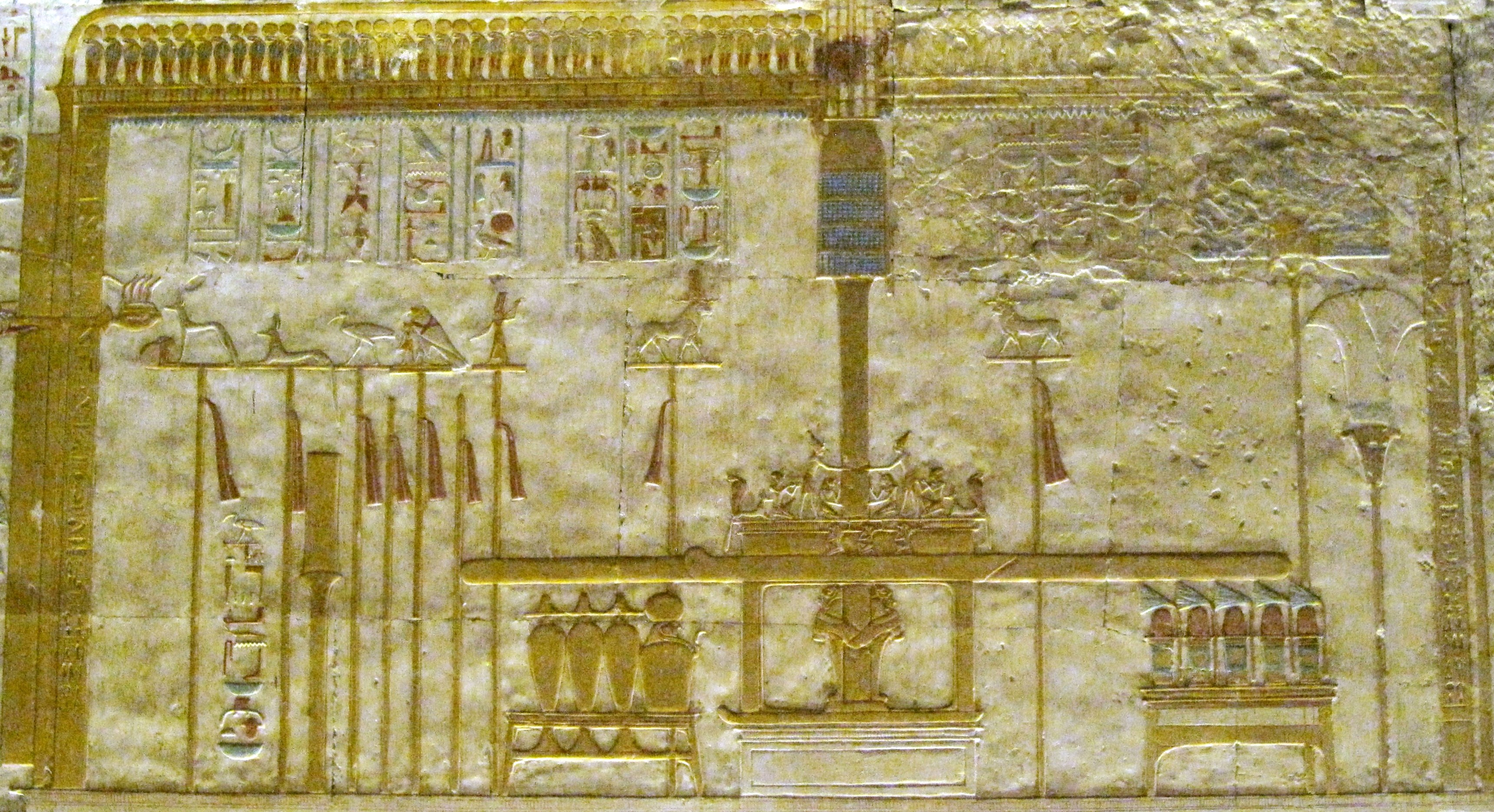
Relicario de Abidos. Relieve del templo de Seti I.

La reliquia es un objeto sagrado pero frágil. Por temor a un posible intento de secuestro por parte de Seth, la reliquia es depositada y escondida en un relicario. Los relicarios pueden adoptar diferentes formas: cofre, obelisco, jarrón, piel de animal; la de Abidos está encerrada en un cesto colocado sobre un poste:

En cuanto al relicario-insout, es una cesta de cañas (n sout), es decir, de juncos. La cabeza del dios está metida en ella. El relicario es llamado «rey» (nesout) por la cabeza (que está colocada allí) en un misterioso cofre desconocido. Esta es una cesta de (juncos) trenzados, un relicario del que no sabemos lo que hay en el interior. En ella está la venerable cabeza con una corona blanca, hecha de pasta, envuelta en oro. Su altura es de tres palmas, tres dedos (28,2 cm).
Muro del templo de Dendera.

### Festividades en su honor
Los templos egipcios eran lugares vedados al público profano. La estatua del dios permanecía oculta durante todo el año en el naos (o santo de los santos) del edificio religioso. Sin embargo, el dios abandonaba anualmente el templo. Esta salida sirvió de pretexto para una gran celebración en la que, durante algunos momentos destacados, todos podían participar. En Abidos, esta salida se realizaba a principios de año, al comienzo de la temporada de crecidas del río. La estatua del dios Osiris llevada en una barca salía de su templo para ir con gran pompa a su tumba situada en un lugar llamado Ro-Peker, donde se conmemoraba su muerte y su triunfo sobre sus enemigos. Después, la estatua volvía a su templo. Las festividades de Osiris en Abidos se inspiran en los rituales funerarios reales menfitas de los templos de las pirámides celebrados en honor de los faraones fallecidos del Imperio Antiguo, trasladados en el plan divino y repetidos anualmente para Osiris.

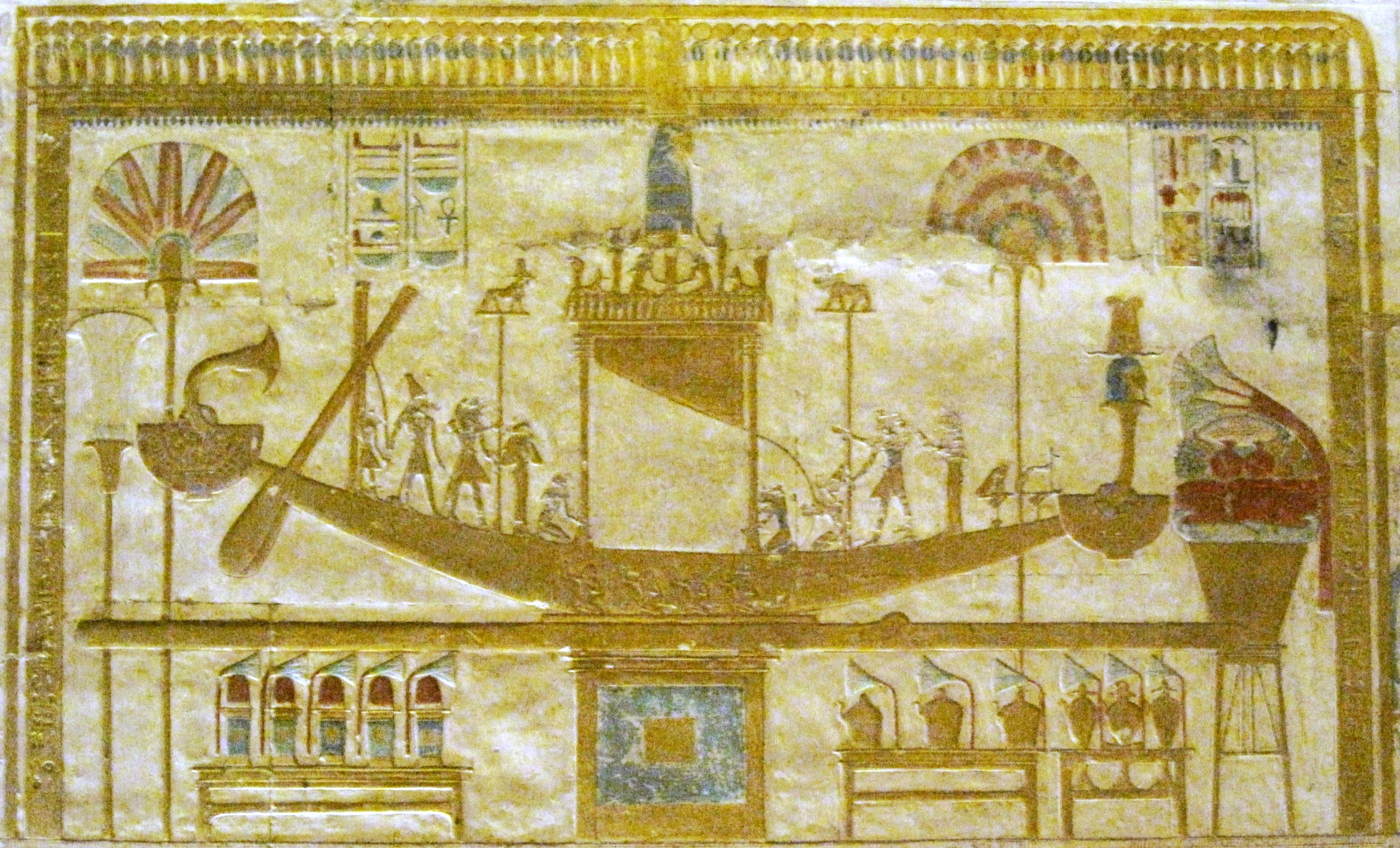
Barca sagrada. Relieve del templo de Seti I.

En la estela que lleva su nombre y que se conserva en Berlín, el tesorero real Ikhernofret relata los acontecimientos festivos que tuvieron lugar bajo su dirección durante el 19.º año de reinado de Sesostris III. A la edad de veintiséis años, fue enviado por orden del faraón a Abidos. Debía rendir homenaje a Osiris, colmándolo de oro tras la victoria del faraón contra los nubios. Antes de participar en las celebraciones de Osiris en su papel como Horus, Ikhernofret encargó la renovación de la barca sagrada Neshmet, la realización de estatuas y la reconstrucción de sus capillas. Las fiestas se organizan en cuatro actos: 
- La procesión de Upuaut, «el que abre los caminos». La divinidad es aquí una manifestación de Horus que lucha en nombre de su padre Osiris contra sus enemigos partidarios de Seth. Los enemigos son aplastados simbólicamente durante un ritual mágico donde las estatuillas de cera y los jarrones que los representan son golpeados y luego destruidos.[113]

Yo «interpreté» la salida de «el que abre los caminos», cuando avanzó para vengar a su padre; expulsé a los enemigos de la barca de Neshmet, repelí a los enemigos de Osiris. Luego «interpreté» una gran salida, mientras Tot se encargaba de la navegación.
Estela de Ikhernofret. 

- La procesión de la barca Neshmet. La gran procesión del funeral del dios Osiris. La estatua del dios, en su barca, sale del templo en dirección a la necrópolis. Este ritual sagrado era tan importante que incluso los difuntos deseaban participar. La fórmula mágica 138 del Libro de los muertos permite así asistir después de la muerte.[115]

Había equipado la barca (llamada) «La que aparece en gloria gracias a la Verdad-Justicia» con una hermosa capilla y, habiendo arreglado sus hermosas coronas, aquí está el dios que avanza hacia Peker, limpié el sendero que conduce a su tumba frente a Peker.
Estela de Ikhernofret.

- La fiesta de Haker, la noche de Horus el combatiente. Esta noche corresponde con el culto fúnebre a la noche del juicio de los muertos cuando se ritualiza durante las vigilias nocturnas.[116]

Vengué a Ounennéfer (Osiris), en aquel famoso día del Gran Combate, y vencí a todos sus enemigos a las orillas de Nedyt.
Estela de Ikhernofret.

- La procesión al templo de Osiris. Este es el último acto de la fiesta con el regreso triunfal de la estatua del dios Osiris a su templo, legitimado y resucitado.[117]

Le hice avanzar hacia el interior de la barca (llamada) «la Grande» y para que esta llevara su belleza. Me regocijé en el corazón de las colinas del desierto occidental, creé alegría en estas colinas, cuando «ellos» vieron la belleza de la barca de Neshmet, mientras abordé a Abidos, (la barca) que trajo de vuelta a su palacio a Osiris, el señor de la ciudad. Seguí al dios a su casa, lo hice purificarse y volver a unirse a su trono…
Estela de Ikhernofret.

### Estelas votivas
En el Imperio Medio el faraón Sesostris III, de la dinastía XII promovió el culto de Osiris en Abidos renovando el material de culto, construyendo un templo para Osiris y un complejo funerario piramidal para él mismo. Al mismo tiempo, un gran número de particulares pudientes, impulsados por su devoción a Osiris, hicieron construir capillas-cenotafio s en la «Terraza del Gran Dios», cerca del templo de Osiris. Estos edificios están construidos con ladrillos de barro y rodeados por un recinto rectangular. Algunas capillas tenían una sala abovedada donde se encontraba la estatua del difunto con estelas votivas incrustadas en las paredes interiores y otros estaban adornados con estelas fijadas a las paredes exteriores. El elemento principal de estas construcciones eran estelas que conmemoraban la memoria del difunto y de su familia. Estos hallazgos arqueológicos en la actualidad están repartidos en museos de todo el mundo. En 1973 se inventariaron 1120 estelas de la dinastía VI a la XIV; 961 de ellas invocan a Osiris. A finales de la dinastía XII y en la dinastía XIII estas estelas ya no eran privilegio exclusivo de los altos funcionarios. Las personas de medios modestos ponen estelas en capillas más pequeñas o las colocan en el monumento de un individuo más rico. La estela del arpista Neferhotep fue colocada por su amigo Nebsoumenou, un transportista de ladrillos, en la capilla de Iki, superior de los sacerdotes. Esta práctica funeraria continuó en el Imperio Nuevo y durante el periodo tardío de Egipto.

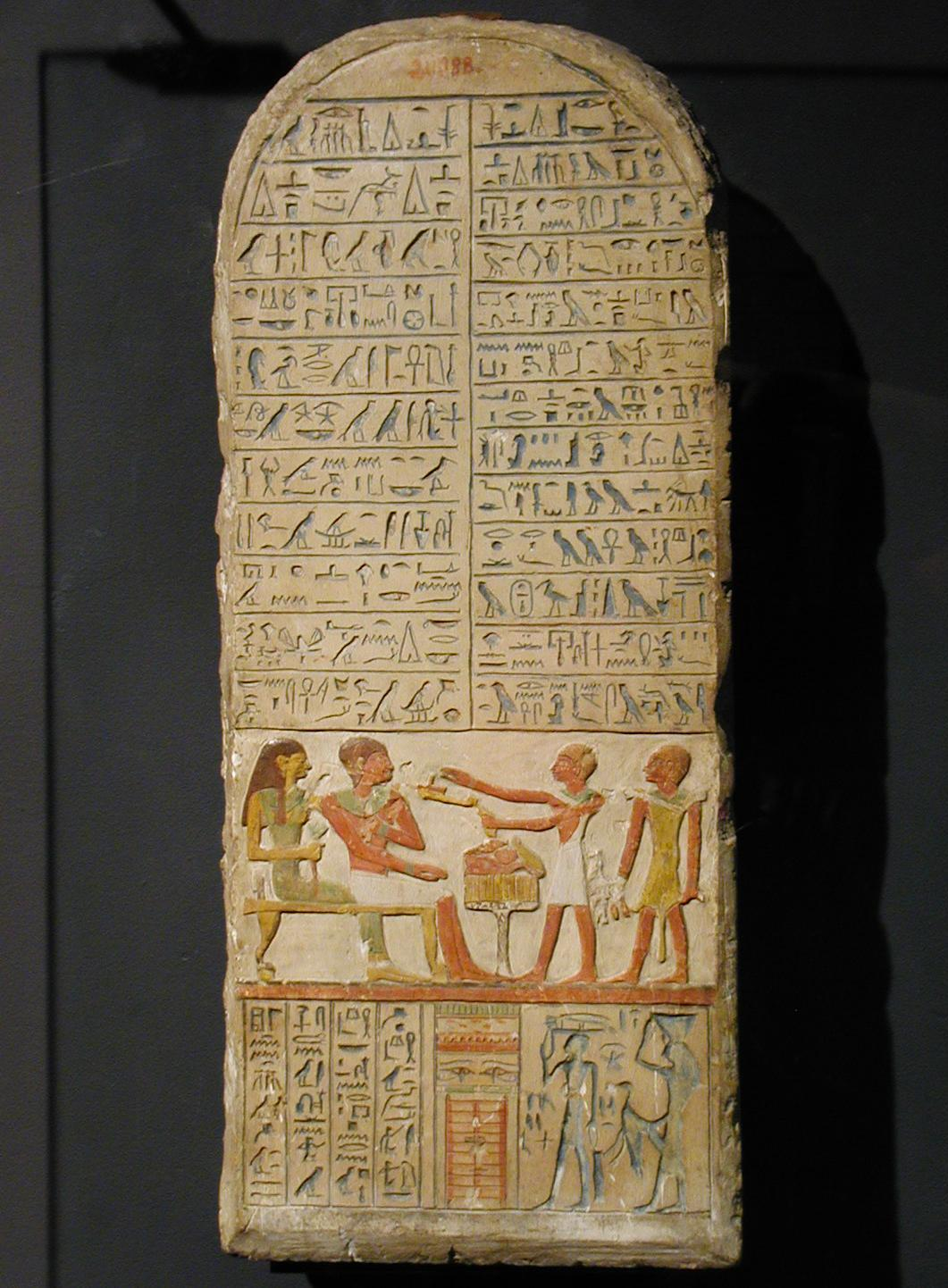
Estela de Nemtyemhat y su esposa, dinastía XI, Museo Nacional de Alejandría.
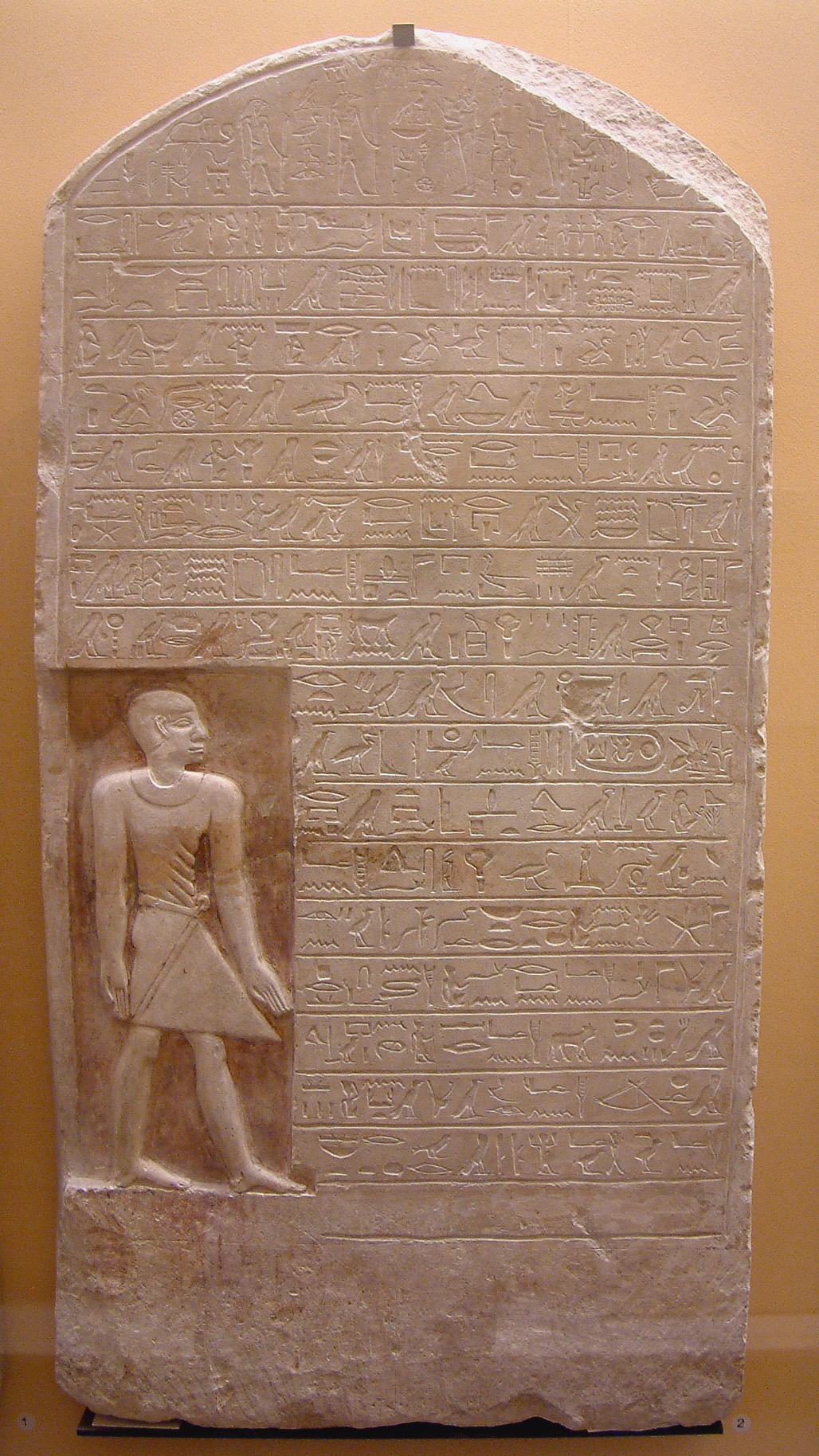
Estela de Iméniséneb, contramaestre de Abidos, dinastía XIII o XIV, Museo del Louvre.
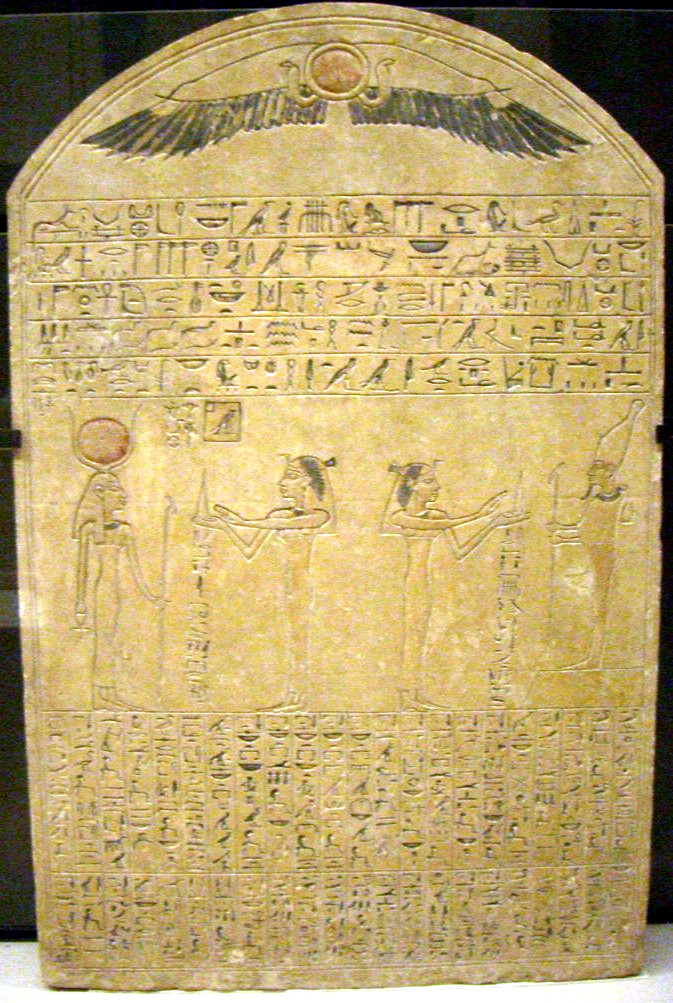
Estela de la reina Noubkhas, dinastía XIII, Museo del Louvre.
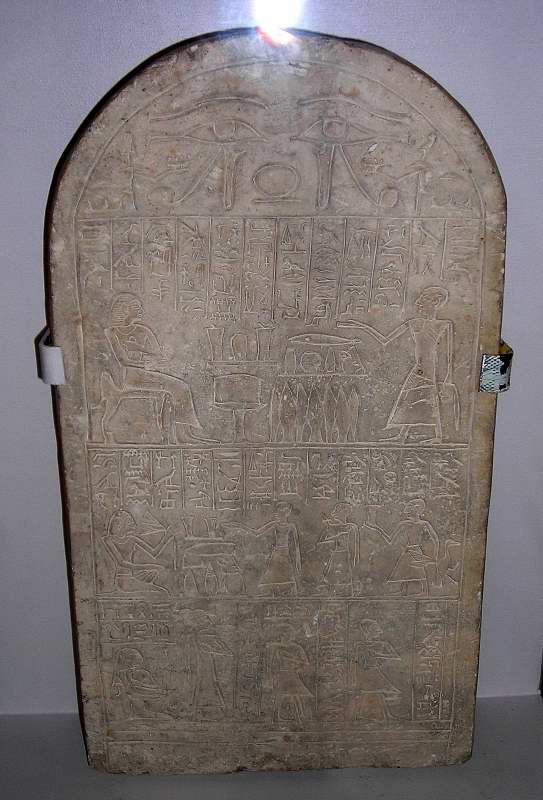
Estela de Horiouah, dinastía XIII, Museo Joseph-Déchelette, Roanne.